# 京王電鉄
京王電鉄株式会社（けいおうでんてつ、英: Keio Corporation）は、東京都多摩市に本社を置く、東京都区部（23区）から多摩地域および神奈川県北部において保有している鉄道路線を運営している会社。日本の大手私鉄の一つである。略称は京王（けいおう）。京王グループの中核企業。日経平均株価の構成銘柄の一つ。
前身である京王電気軌道は1910年（明治43年）9月に設立され、自社による路線敷設や玉南電気鉄道の合併により、1926年（大正15年）には新宿駅から東八王子駅（現在の京王八王子駅）を結ぶに至った。京王の名称は、東京（新宿は当時東京市に属していた）と八王子を結ぶ鉄道であることに由来する。また、旧京王電気軌道と旧帝都電鉄（共に後述）の路線で発足した経緯から、1998年（平成10年）6月30日まで京王帝都電鉄（けいおうていとでんてつ、略称：京王帝都・京帝、英称：Keio Teito Electric Railway、英略称: KTR）という社名であった。パスネットの符丁はKOであった。

## 歴史
現在の京王電鉄は、京王線を営業していた旧京王電気軌道と、小田急電鉄系列の会社で井の頭線を営業していた旧帝都電鉄という、元々は資本系列の異なる会社が、第二次世界大戦時の陸上交通事業調整法による戦時統合を経て発足した経緯があるため、それぞれ個別に記述する。

### 京王電気軌道・玉南電気鉄道
現在の京王電鉄の歴史は、1905年（明治38年）12月12日に、日本電気鉄道株式会社が関係官庁に電気鉄道敷設を出願したことにまで遡る。この時出願した路線は東京府下において、官設鉄道蒲田駅から調布町、府中町を経て甲武鉄道立川駅に至る路線と、府中で分岐して内籐新宿に至る路線の二つであった。
日本電気鉄道は1906年（明治39年）8月18日、武蔵電気軌道株式会社と改称し、新たに立川村（現在の立川市）内と府中 - 国分寺間の路線を出願するとともに既に出願していた鉄道路線計画を変更し、蒲田 - 立川間の調布以北と府中 - 新宿間を合体させ残る蒲田 - 調布間を国領で分岐して蒲田に至る路線として分離した。この時の経路が現在の京王線の基となっている。

京王電気軌道

その後、別に武蔵電気鉄道株式会社という会社が現れたため、1910年（明治43年）4月12日に、武蔵電気軌道が京王電気軌道株式会社と改称し、9月21日に資本金125万円で設立され、鬼怒川水力電気取締役の川田鷹が取締役会長に、初代専務取締役（社長）に鬼怒川水力電気社長利光鶴松（小田急電鉄や帝都電鉄の創業者）の親族である利光丈平が就任した。しかし、まだ鉄道路線は有していないため、当初の営業は1911年（明治44年）7月4日に関係官庁より許可が出た電気供給事業のみ執り行っており、1912年（明治45年）8月から調布町（現在の調布市）や多磨村・府中町・西府村（現在の府中市）に電気供給を行っていた。
そして、1913年（大正2年）4月8日に、玉川電鉄と東京電燈から買った電力を笹塚変電所 (100kW) で受けて、4月15日に笹塚駅 - 調布駅間の12.2 kmの電車営業と、電車の補助機関として新宿駅 - 笹塚駅間及び調布駅 - 国分寺駅間の乗合自動車営業（路線バス事業）を開始した。しかし、京王線の建設資金に窮し、森村財閥の融資系列に入り、富士瓦斯紡績の井上篤太郎（第3代専務）、藤井諸照（会長）が経営陣に参画することになる。その後は1914年（大正3年）11月19日の京王線の新町駅（現存せず） - 笹塚駅間の延伸を皮切りに、1915年（大正4年）5月30日には新宿追分駅（新宿3丁目付近にある追分交差点にあった駅 現・京王新宿三丁目ビルの位置） - 新町駅間が、1916年（大正5年）6月1日には調布駅 - 多摩川原駅（現・京王多摩川駅）間が、10月31日には調布駅 - 府中駅間が延伸開業した。また、1923年（大正12年）5月1日には新宿駅 - 府中駅間の全線複線化も行っている。このほか、1919年（大正8年）4月には多摩川原駅前での造園事業も行った。
また、電車運転の余力の売電も行い、1914年（大正3年）10月から国分寺村に、1915年（大正4年）8月から谷保村・立川村に、同年10月から小平村・田無村に、同年11月から保谷村に、1916年（大正5年）1月から拝島村に、同年2月から中神村他七カ村連合に、同年7月から神代村・和田堀内村・千歳村・高井戸村・松沢村に、1917年（大正6年）3月から三鷹村に、同年8月から砧村に、1919年（大正8年）4月から稲城村に供給した。1922年（大正11年）12月に東京電燈の立川変電所から500 kW の受電を開始し、1923年（大正12年）3月から狛江村への電気供給を開始した。

玉南電気鉄道

一方、府中駅 - 東八王子駅（現・京王八王子駅）間は、1922年（大正11年）に設立された京王の関連会社である玉南電気鉄道株式会社によって1925年（大正14年）3月24日に営業を開始した。これは国からの補助金を得るため、府中駅 - 東八王子駅間を軌道法に基づく京王電気軌道ではなく、新たに設立した地方鉄道法に基づく新会社（玉南電気鉄道株式会社）により敷設を行ったものである。しかしながら免許路線が官営の中央本線に並行していることを理由に、京王・玉南が当てにしていた補助金は認められなかった。
その後、1926年（大正15年）12月1日に京王電気軌道が玉南電気鉄道を合併し、資本金1290万円の会社となる。1927年（昭和2年）6月1日に玉南鉄道線（府中駅 - 東八王子駅間）を1,067 mm から1,372 mm へ改軌する工事が終了し、全線軌道法による直通運転を開始した。しかし、新宿駅から東八王子駅まで乗り換えなしでは行けない状況は1928年（昭和3年）5月22日のダイヤ改定まで続いた。
1931年（昭和6年）3月20日には、初の支線である御陵線（北野駅 - 御陵前駅間）が開通し、1932年（昭和7年）4月の高尾登山鉄道との連帯運輸の開始を皮切りに、帝都電鉄、省線電車などとも連帯運輸を行うこととなる。また、御陵線のライバル路線であった武蔵中央電気鉄道の軌道線も1938年（昭和13年）6月1日に買収し、一旦「京王電気軌道八王子線」（後に高尾線）としていたが、翌1939年（昭和14年）6月30日をもって休止、同年廃線にしている。
後の1937年（昭和12年）2月に資本系列が森村財閥から大日本電力に移り同社専務の穴水熊雄が社長に就任、沿線の乗客誘致政策が積極化することとなる。具体的には駅名の改称であり、例を挙げるならば、京王車庫前駅 → 桜上水駅、上高井戸駅 → 芦花公園駅、多磨駅 → 多磨霊園駅、関戸駅 → 聖蹟桜ヶ丘駅、百草駅 → 百草園駅、高幡駅 → 高幡不動駅、多摩川原駅 → 京王多摩川駅など観光地であることを強調する駅名にしている。これらの駅名は、観光地駅としての地位についてはともかく、現在まで引き継がれ親しまれており、一定の先見の明があった施策といえる。
また、乗合自動車事業は1938年（昭和13年）3月の武蔵中央電気鉄道のバス事業（八王子市街地で運行）買収を皮切りに、高幡乗合自動車株式会社（高幡不動駅 - 立川駅間で運行）と由木乗合自動車株式会社（八王子駅 - 由木（現在の京王堀之内駅・南大沢駅周辺の地域名称） - 相模原駅間で運行）の買収を行っている。
他にも、新事業として1938年（昭和13年）11月に不動産事業を開始した。
しかし、第二次世界大戦の勃発で、1942年（昭和17年）前半には、陸上交通事業調整法に基づき、東京市内のバス路線を東京市（1943年6月1日を以って東京都制を施行し東京都へ移行）に譲渡したほか、配電統制令により電力供給事業を関東配電株式会社（東京電力の前身）に譲渡することとなり、経営に大打撃を被る。そして、1944年（昭和19年）5月31日には陸上交通事業調整法に基づき東京西南地区の私鉄は1つに統合されることとなり、大株主であった大日本電力は、長年京王電気軌道と競合関係にあった東京急行電鉄へ株式を譲渡することとなり、いわゆる大東急の一員となる。京王は東急に吸収合併され、京王電気軌道は法人としては解散・消滅した。この合併で、会長の井上篤太郎は東急相談役に、井上の片腕であった取締役の後藤正策（後に京王帝都電鉄取締役）と、社長の穴水熊雄の次男穴水清彦（後に相模鉄道社長・会長）は、東急取締役に就任した。

#### 年表
- 1905年（明治38年）12月12日：日本電気鉄道株式会社が、関係官庁に電気鉄道敷設を出願[10]。
- 1906年（明治39年）8月18日：日本電気鉄道株式会社が武蔵電気軌道株式会社に改称し、出願中の路線を変更[10]。
- 1910年（明治43年）
  - 4月12日：武蔵電気軌道株式会社が京王電気軌道株式会社に改称[10]。
  - 9月21日：資本金125万円で京王電気軌道株式会社を設立[10]。
- 1913年（大正2年）4月15日：軌道法に基づく京王電気軌道が、笹塚駅 - 調布駅間を開業（12.2km、軌間1,372mm）[10]。同日、鉄道未成区間で乗合自動車を営業開始（1915年2月15日廃止）[10]。
- 1914年（大正3年）11月19日：新町駅（現存せず） - 笹塚駅間が開業。
- 1915年（大正4年）5月30日：新宿追分駅（現存せず） - 調布駅間が全通[10]。
- 1916年（大正5年）
  - 6月1日：調布駅 - 多摩川原駅（現・京王多摩川駅）間が開業[10]。
  - 9月1日：調布駅 - 飛田給駅間が開業[10]。
  - 10月31日：飛田給駅 - 府中駅間が開業。
- 1922年（大正11年）：玉南電気鉄道が設立。
- 1925年（大正14年）3月24日：地方鉄道法に基づく玉南電気鉄道が府中駅 - 東八王子駅間を開業（軌間1,067mm）[10]。
- 1926年（大正15年）12月1日：京王電気軌道が玉南電気鉄道を合併[10]。
- 1927年（昭和2年）
  - 6月1日：玉南電気鉄道が開業した区間を1,372mm軌間に改軌し、軌道法適用とする[10]。
  - 10月28日：新宿ビルディング（旧・本社ビル）が完成。新宿追分駅を新宿3丁目から同ビル1階へ移転[10]。
  - 12月17日：下仙川駅（現・仙川駅） - 調布駅間を、甲州街道北側から南側の現在線に付け替え。
- 1928年（昭和3年）
  - 5月22日：新宿駅 - 東八王子駅（現・京王八王子駅）間の直通運転を開始[10]。
  - 井上篤太郎専務が社長兼専務に就任[10]。
- 1931年（昭和6年）3月20日：御陵線（北野駅 - 御陵前駅間）が開通[10]。
- 1932年（昭和7年）4月1日：高尾登山電鉄と連帯運輸を開始[10]。
- 1935年（昭和10年）2月11日：帝都電鉄と明大前駅の共同使用を開始（3月11日より連絡運輸開始）[10]。
- 1936年（昭和11年）10月18日：本社を新宿ビルディングへ移転[10]。
- 1937年（昭和12年）
  - 2月5日：穴水熊雄が社長に就任[10]。
  - 11月1日：運転手区・車掌区を笹塚から桜上水へ移転[10]（1983年10月1日に若葉台検車区へ再移転）[10]。
  - 12月1日：甲州街道乗合自動車を買収し、乗合自動車事業（現・京王電鉄バス）を再開[10]。
- 1938年（昭和13年）
  - 3月21日：武蔵中央電気鉄道の乗合バス事業、八王子市街自動車（現・京王電鉄バス八王子営業所）を買収[10]。
  - 6月1日：御陵線と競合していた武蔵中央電気鉄道を買収し、八王子線とする（横山車庫前駅 - 高尾山麓駅間、後に高尾線と改称。現存する京王高尾線とは異なる）[10]。
- 1939年（昭和14年）
  - 5月22日：笹塚電車車庫を乗合自動車車庫に変更[10]。
  - 6月30日：高尾線を休止。
  - 12月1日：高尾線を廃止。
- 1942年（昭和17年）
  - 陸上交通事業調整法による戦時統合に伴い、東京市内バス路線を東京市（現・都営バス）へ譲渡[10]。
  - 配電統制令により、電力供給事業の全てを関東配電株式会社へ譲渡[10]。
- 1944年（昭和19年）5月31日：陸上交通事業調整法により、東京急行電鉄と合併して、京王営業局として営業開始。いわゆる大東急の一員となる[10]。

### 帝都電鉄（小田原急行鉄道時代も含む）

帝都電鉄

一方、井の頭線は、鬼怒川水力電気系列の帝都電鉄株式会社が同社の渋谷線として1933年（昭和8年）8月1日に渋谷駅 - 井の頭公園駅間を開業させ、1934年（昭和9年）4月1日に吉祥寺駅まで全通させたものである。
元々、同社は1928年（昭和3年）9月24日に設立された鬼怒川水力電気系列の東京山手急行電鉄株式会社がそもそもの母体である。1930年（昭和5年）11月15日に東京郊外鉄道株式会社と社名を変更して、1931年（昭和6年）2月1日には1927年（昭和2年）7月に設立されていた渋谷急行電気鉄道株式会社を合併し、同社が計画中の渋谷線を継承した。そして、1933年（昭和8年）1月19日に帝都電鉄株式会社に改称した。理由は1932年（昭和7年）10月1日に沿線町村のほとんどが東京市に合併されたことにより、「郊外」の社名がふさわしくなくなったからとされている。
また、同社は1935年（昭和10年）には乗合自動車事業も開始したが、1940年（昭和15年）5月1日付けで同じ鬼怒川水力電気系列の小田原急行鉄道株式会社に合併され、小田原急行鉄道帝都線となる。さらに1941年（昭和16年）3月1日には親会社である鬼怒川水力電気が小田原急行鉄道を合併し、小田急電鉄株式会社に改称、小田急電鉄帝都線となる。そして1942年（昭和17年）5月1日には陸上交通事業調整法の趣旨に則り、小田急電鉄株式会社は京浜電気鉄道株式会社と共に東京横浜電鉄株式会社に合併し、東京急行電鉄株式会社（いわゆる大東急）の一員となり、小田急電鉄帝都線は、東急井の頭線に改称される。
なお、大東急になる前の小田急電鉄は、主軸の電力部門を電力国家管理政策に基づき国家へ取り上げられた上、中華民国の山東半島への鉱業進出が裏目に出て経営が悪化し、先行きが暗かった。加えて、経営者である利光鶴松が高齢を理由に、小田急の経営一切を自分が見込んだ東京横浜電鉄の五島慶太に託して引退。事実上同社に身売りした。当然この背後には陸上交通事業調整法に基づく戦時交通統制があるが、小田急電鉄の場合、京王電気軌道と異なり、あくまで自主的に統合に加わったのであった。

#### 年表
- 1927年（昭和2年）7月28日：渋谷急行電気鉄道株式会社が設立[10]。
- 1928年（昭和3年）9月24日：東京山手急行電鉄株式会社が設立。資本金3400万円、代表は利光鶴松[10]。
- 1930年（昭和5年）11月26日：東京山手急行電鉄株式会社が東京郊外鉄道株式会社に改称[10]。
- 1931年（昭和6年）
  - 2月1日：東京郊外鉄道株式会社が渋谷急行電気鉄道株式会社を合併し、資本金3800万円になる[10]。
  - 7月：東京郊外鉄道渋谷線（渋谷駅 - 吉祥寺駅間）の建設に着工[10]。
- 1933年（昭和8年）
  - 1月19日：東京郊外鉄道株式会社が帝都電鉄株式会社に改称[10]。
  - 8月1日：帝都電鉄渋谷線として、渋谷駅 - 井の頭公園駅間が開業[10]。
- 1934年（昭和9年）4月1日：井の頭公園駅 - 吉祥寺駅間が開業し、渋谷駅 - 吉祥寺駅間が全線開通[10]。
- 1935年（昭和10年）4月8日：東横乗合より乗合自動車路線を譲受し（大宮八幡 - 久我山駅 - 牟礼 - 武蔵小金井駅間）、乗合バス事業に進出[10]。
- 1940年（昭和15年）5月1日：帝都電鉄株式会社が、同じ鬼怒川水力電気系列の小田原急行鉄道に合併される[10]。
- 1941年（昭和16年）3月1日：配電統制令に基づき、主業を失った鬼怒川水力電気は小田原急行鉄道を合併、同社は小田急電鉄と改称[10]。
- 1942年（昭和17年）5月1日：小田急電鉄は京浜電気鉄道とともに東京横浜電鉄に合併し、東京急行電鉄（いわゆる大東急）となる[10]。

### 大東急時代

東京急行電鉄

第二次世界大戦中、京王線も井の頭線も、大東急の路線となった。
京王線は、東京急行電鉄京王営業局（→京王管理部→京王支社）によって、井の頭線は東京急行電鉄新宿営業局（→新宿管理部→渋谷管理部→渋谷支社）によって、それぞれ営業が行われた。しかし、戦局が悪化する中、京王線・井の頭線ともに空襲などで様々な被害を受けた。とりわけ井の頭線は永福町車庫が被災して壊滅に近い状態となった。また、京王御陵線は「不要不急線」と判断され、営業休止（事実上の廃線）に追い込まれた。大東急時代に、空襲被災のため、陸軍工兵隊を動員したターミナル駅の京王新宿駅を新宿三丁目から西新宿へ移転したほか、軌道から地方鉄道への変更が行われ、中央本線八王子駅への乗り入れ計画など（実現せず）、京王線の体質改善が計画されたが、間もなく、大東急は分割再編成に向かう。

#### 年表
- 1942年（昭和17年）5月1日：小田急電鉄株式会社が京浜電気鉄道と共に東京横浜電鉄に合併し、東京急行電鉄株式会社が成立。小田急帝都線は東急井の頭線となる。
- 1944年（昭和19年）5月31日：京王電気軌道株式会社が東京急行電鉄株式会社に合併される[10]。
- 1945年（昭和20年）
  - 1月21日：東急御陵線（北野駅 - 多摩御陵前駅間）を休止[10]。
  - 5月頃：代田連絡線（代田二丁目（現・新代田） - 東急小田原線（現・小田急小田原線）世田ヶ谷中原（当時被災休止中、現・世田谷代田））使用開始。
  - 7月24日：京王線新宿起点を京王新宿駅から現在地（新宿区西新宿）に移転[10]。省線新宿駅前駅、新町駅、西参道駅、幡代駅を廃止。
  - 8月15日：京王線全線を軌道法に基づく軌道から地方鉄道法に基づく鉄道へ変更申請[10]。
  - 10月1日：京王線全線が地方鉄道法に基づく鉄道となる[10]。
- 1947年（昭和22年）12月26日：東京急行電鉄の株主総会が開かれ、東京急行電鉄株式会社から、京王帝都電鉄株式会社・小田急電鉄株式会社・京浜急行電鉄株式会社・株式会社東横百貨店の4社が分離することが決定（いわゆる大東急分割）[10]。

### 京王帝都電鉄へ

京王帝都電鉄

第二次世界大戦も終結し、京王線と井の頭線は、京王帝都電鉄株式会社の下で営業されることとなる。東京急行電鉄が、新たに新設した子会社・京王帝都電鉄に、事業と資産の一部を譲渡する分離方式が採られた。京王帝都電鉄は、分離の翌期に株式市場に上場して、金融機関などの他の株主資本が入ることで独立を果たした。
元来、京王電気軌道も、帝都電鉄も鬼怒川水力電気の利光鶴松が企図した事業であったが、その後の沿革が異なる両線が同一会社となったのは、京王線がまだ路面電車当時の設備のままで脆弱であったこと、また戦前の京王電気軌道のもう一つの主力であった配電事業が失われたこと、東都乗合自動車（現・国際興業バス）や藤沢自動車（現・神奈川中央交通）、中野乗合自動車（現・関東バス）などのバス会社や観光事業であった京王閣などの有力系列会社が傘下から離れていったことに起因する。
京王線は、京急線や小田急線とは違い、高速鉄道化が遅れ、車両や鉄道用地の規格が小さく、戦災による被災車両が発生しても、他線からの車両の融通や、新製車両の配備も行われなかった。また東急本社も、車両、線路、設備の改良や新規の投資も行う余裕がなく、京王線は東急合併のメリットを享受できなかった。いわば、戦前の経営を支えた付帯事業を失い、戦災被害を受けたままの鉄道事業のみで自立しなければならない現状であった。そのため、京王線のみの分離では戦前の京王電気軌道よりも経営基盤が弱くなり、独立が危ぶまれていたのである。
実際に井の頭線を路線に加えるように推進したのは、当時の東急京王支社長の職にあった井上定雄（後の京王帝都電鉄社長）であり、五島慶太はむしろこの案にためらったと言われる。京王線と井の頭線は沿線が重複し、合体することで強固な経営基盤が築け、また井上は帝都電鉄出身であったため、自分の案なら古巣の井の頭線の連中も十分説得できると自信を持っていたとされる。井の頭線は駅の過半数が京王線以北にあることから、多くの沿線住民にとって京王の管轄の方が便利でもあった。
東急からの譲受価格は総額5115万2800円で、前述の事情から、鉄道事業の補填のため、東京横浜電鉄が戦前経営していた京王線以北の乗合バス路線も京王帝都電鉄が譲り受けた。このほか、初代社長に東急（目黒蒲田電鉄）生え抜きの三宮四郎が就任したこともあり（なお、新生小田急の初代社長は旧小田急出身の安藤楢六、京急初代社長は京浜電鉄出身の井田正一だった）、京王電気軌道の復活と言うよりは、新たな合併私鉄が誕生した趣きで再出発を期した。
当初の経営状況は不安定であった。1948年度は現在の「大手私鉄」の中でも収益は最下位で、1949年の『会社四季報』にも、「（東急系）四社の中で一番劣る」「前途は芳しくない」「労資関係も良くない」「発展性は薄い」などと酷評される有り様であった。
戦災復旧、設備の改良など、巨額の投資を余儀なくされた一方、国鉄下河原線の払い下げ出願（実現せず）、競馬場線の建設計画のほか、収支改善のために、バス事業など付帯事業の強化を推進し、1955年（昭和30年）の高尾自動車株式会社の買収を始めとしたバス事業に本腰を入れる様になると共に、1956年（昭和31年）の京王百花苑（現・京王フローラルガーデンANGE）の開園や1959年（昭和34年）の京王食品株式会社（現・京王ストア）、1961年（昭和36年）の京王百貨店の設立など、沿線価値を上げる事業も開始した。
また、1960年代には、新宿地下駅の営業開始など、軌道線イメージからの脱却にも力を入れた。またレジャー輸送を主にする競馬場線・動物園線・高尾線を開通させたほか、1970年代には多摩ニュータウンへのアクセス路線として相模原線を開業。1980年には東京都交通局（都営地下鉄）新宿線との相互直通乗り入れを開始するなど、発展の道を歩んだ。
なお、1960年頃にはこの他にも数多くの路線を建設しようとしており、立川線（富士見ヶ丘駅 - 西国立駅）、三鷹線（富士見ヶ丘駅 - 三鷹駅）、両国線（新宿駅 - 神楽坂駅 - 飯田橋駅 - 九段下駅 - 東京駅 - 日本橋駅 - 浜町駅 - 両国駅）の3路線（路線名称は、いずれも計画時の仮称）を計画したが、いずれも実現しなかった。
1980年代にはそれほど健全な財務内容ではなかったが、第6代社長に京王帝都電鉄総合職1期生の桑山健一が就任し、経営の引き締めにつとめ、平成不況の過程で同業他社が不動産価格の下落や旅行を含めた消費の不振などに見舞われるのを尻目に、財務体質は強固なものに変わっていった。桑山は、京王帝都電鉄設立以来、会社のたゆまぬ経営努力にもかかわらず、常に財務状況が脆弱であったことを嘆き、財務体質の強化を志しての社長就任となった。桑山は「リフレッシング京王」をスローガンに掲げ、京王グループ全体の経営改革と付加価値向上に努めた。後継社長には、財務のプロである住友信託銀行の西山廣一常務を招聘し、桑山の意を受けた西山は在任中、経営改革を成し遂げた。

#### 年表
- 1948年（昭和23年）6月1日：前年12月の東急株主総会で決定した通り、京王線と井の頭線は京王帝都電鉄株式会社（資本金5000万円・従業員1,944名）の下で営業を開始。
- 1949年（昭和24年）
  - 1月23日：東京郊外自動車株式会社（現・京王自動車）を買収。タクシー事業へ進出。
  - 9月27日：新宿駅 - 調布駅間で急行列車の運行を開始（京王史上初の優等列車）。
- 1953年（昭和28年）6月24日：株式会社京王帝都観光協会（現・京王観光）を設立し、観光事業を本格化。
- 1955年（昭和30年）
  - 4月29日：競馬場線（東府中駅 - 府中競馬正門前駅間）が開通。
  - 5月1日：沿線広報紙『京王帝都沿線たより』（現『京王ニュース』）創刊[11]。
  - 7月9日]：高尾自動車株式会社（現・西東京バスの一部）を買収。
- 1956年（昭和31年）
  - 2月29日：奥多摩振興株式会社（現・西東京バスの一部）を買収。
  - 6月16日：京王多摩川駅前に京王百花苑（1993年に閉鎖、2002年に京王フローラルガーデンANGEとして営業再開）を開園。
- 1957年（昭和32年）3月：百草園を買収。
- 1959年（昭和34年）9月1日：京王食品株式会社（現・株式会社京王ストア）を設立。
- 1961年（昭和36年）3月10日：株式会社京王百貨店を資本金2500万円で設立。
- 1963年（昭和38年）
  - 4月1日：新宿駅から600 m（文化服装学院付近）の区間を地下化し、新宿地下駅運用開始。当初は4線あったが、後に8両編成運用開始にあわせて3線となる。
  - 8月4日：架線電圧を600 Vから1,500 Vに昇圧。同日京王線車両5000系（初代）の運用開始。
  - 10月1日：新宿駅 - 東八王子駅間で特急列車運転開始。
  - 10月1日：西東京バス株式会社を設立。
  - 12月11日：東八王子駅を新宿方に120 m 移転し、京王八王子駅と改称。
- 1964年（昭和39年）
  - 1月25日：井の頭線車両3000系が1963年（昭和38年）度ローレル賞を受賞。
  - 4月21日：京王線開業以来運行上のネックとなっていた中河原駅 - 聖蹟桜ヶ丘駅間の多摩川鉄橋が複線となる。
  - 4月29日 多摩動物公園線（現・動物園線、高幡不動駅 - 多摩動物公園駅間）が開通。
  - 6月7日：環状6号を含む初台駅付近の連続立体交差事業が完成し、新宿駅- 初台駅間1.7 kmが地下化。
  - 7月18日：京王線車両5000系が1964年（昭和39年）度ローレル賞を受賞（2年連続の受賞）。
- 1966年（昭和41年）3月31日：関東交通株式会社と関東タクシー株式会社を買収。
- 1967年（昭和42年）10月1日：高尾線（北野駅 - 高尾山口駅間）が開通。同時に新宿駅 - 高尾山口駅間の特急列車運行開始。
- 1968年（昭和43年）
  - 1月1日：初詣臨時列車として特急「迎光号」が新宿駅 - 高尾山口駅間で運行を開始（毎年正月のみ運行）。
  - 5月11日：京王線に関東の通勤車では初、ロングシート車では日本初の冷房装置付き車両が入線、運行開始。
- 1969年（昭和44年）
  - 2月25日：井の頭線に冷房装置付き車両が入線、運行開始。
  - 4月10日：株式会社京王プラザホテルを設立。
- 1971年（昭和46年）
  - 4月1日：相模原線の京王多摩川駅 - 京王よみうりランド駅間が開通。
  - 12月15日：井の頭線で急行列車を運行開始。
- 1972年（昭和47年）5月29日：御岳登山鉄道株式会社を傘下に収める。
- 1974年（昭和49年）
  - 6月1日 全駅に自動券売機を設置。
  - 10月18日：相模原線の京王よみうりランド駅 - 京王多摩センター駅間が開通。
- 1977年（昭和52年）11月：在籍車両数が500両を突破。
- 1978年（昭和53年）10月31日：京王新線（笹塚駅 - 新線新宿駅間）が開通し、新宿駅 - 笹塚駅間が別線線増の形で複々線化[12]。
- 1979年（昭和54年）10月3日：武蔵野台駅の踏切（飛田給11号踏切）にて、トラックから落ちた重機に初代5000系同士が衝突した重機との二重衝突事故が発生し、重機に乗り込んでいた1名が死亡[注釈 2]。
- 1980年（昭和55年）3月16日：京王線・都営新宿線の相互乗り入れを開始。
- 1983年（昭和58年）7月10日：京王線の旧初台駅付近 - 笹塚の上り線が地下化。7月17日には下り線も地下化。
- 1984年（昭和59年）
  - 3月21日：井の頭線が3000系で統一され、車両冷房化率100%となる。
  - 3月31日：京王・井の頭線全線の手荷物・小荷物取り扱いを廃止。
- 1988年（昭和63年）
  - 3月14日：本社を新宿三丁目から聖蹟桜ヶ丘駅前に移転[13]。
  - 4月1日：地下駅が終日禁煙化[14]。
  - 5月21日：相模原線の京王多摩センター駅 - 南大沢駅間が開通。
- 1989年（平成元年）11月24日：新社章（コーポレートロゴマーク）制定。
- 1990年（平成2年）
  - 3月20日：相模原線の南大沢駅 - 橋本駅間が開通し、全線開通[15]。
  - 4月16日：八王子市堀之内の京王研修センター内に京王資料館（通常は一般には非公開）を開設。
- 1992年（平成4年）
  - 5月28日：相模原線で特急列車運行開始[16]（2001年（平成13年）3月26日まで）。
  - 10月1日：京王線車両8000系が通商産業省（現・経済産業省）のグッドデザイン商品に選定。
  - 12月26日：京王線の車両冷房化率が100%となり、全線冷房化が完了。
- 1994年（平成6年）
  - 4月1日：全駅で喫煙所を除き禁煙化を実施。
  - 5月：京王線全線で弱冷房車を導入。
- 1996年（平成8年）
  - 1月9日：井の頭線車両1000系が運用開始（「京王帝都電鉄」としては最後の新規形式）。
  - 6月 ：井の頭線全線で弱冷房車を導入。
  - 12月1日 京王線車両5000系が引退。
- 1997年（平成9年）6月2日：公式サイトを開設（当初、ドメイン属性が異なっている場合でも同一名称を認めないというドメイン取得ルール（第三レベルドメイン重複制限）により、keio.ac.jp（慶應義塾大学）が存在したためにkeio.co.jpが使用できなかった）。

### 京王電鉄
1998年（平成10年）7月1日、京王帝都電鉄は、会社設立50周年記念として、京王電鉄株式会社へ改称した。
路線開通などはないものの、連続立体交差事業の推進を働きかけたほか、パスネット、PASMOの導入に伴う積極的な機器の導入、待合室や新型ベンチの早期導入など、「乗客が利用しやすい鉄道」を目指している。
京王電鉄は大手私鉄の中でも優良な経営状況であったが、2020年以降は、新型コロナウイルス感染症で乗客が減るなどの影響を受け、2021年3月期決算は京王を含む首都圏大手私鉄5社全てが最終赤字となった。

#### 年表
- 1998年（平成10年）7月1日[9]：会社設立50周年を機に京王帝都電鉄株式会社から京王電鉄株式会社に改称[8][17]。
- 1999年（平成11年）
  - 7月28日：競馬場線にてワンマン運転を開始[19][20]。
  - 9月17日：4月1日の労働基準法改正に伴って京王史上初の女性車掌が井の頭線に誕生（第二次世界大戦の男子職員不足から動員された女子職員を除く）[21]。
- 2000年（平成12年）
  - 1月19日：日本初の取り組みとして、京王電鉄と中央化学が共同開発した、使用済み定期乗車券を材料とするベンチを製造し、新宿・府中・聖蹟桜ヶ丘の各駅に設置。その後、各駅に順次設置[22]。
  - 3月24日：多摩動物公園駅前に京王れーるランドを開園[23]。
  - 6月18日：日本初の取り組みとして、本物の電車を利用してフリーマーケットを行う「電車DEフリマ」を開催。
  - 8月21日：日本初の取り組みとして、電車内の優先席付近で携帯電話の電源を切ってもらう啓発運動を開始。
  - 10月14日：鉄道共通カードシステム「パスネット」の稼動を開始。また同時に関東初の取り組みとしてパスネットを2枚投入できる「精算機能付き新型自動改札機」を全駅に設置（ - 2001年5月30日）。
  - 12月7日 - 12月22日：女性専用車両を試行（木曜日・金曜日深夜時間帯の臨時列車にて）[24][25]。
- 2001年（平成13年）
  - 1月24日：社名変更後初の新形式である京王線車両9000系が運用開始[26]。
  - 3月 全列車に「転落防止幌」を設置。
  - 3月27日：ダイヤ改定に伴い、京王線平日深夜時間帯に女性専用車を導入[27][28]。相模原線の特急が急行に種別変更され、準特急が新宿駅 - 高尾山口駅間を中心に運行されるようになった。
  - 6月22日：京王線に史上初の女性車掌が登場[29]。
  - 10月1日：京王線車両9000系と飛田給駅舎が（財）日本産業デザイン振興会のグッドデザイン賞を受賞。
  - 11月6日：国土交通省より認定鉄道事業者の認定を受ける（JR以外の企業では史上初）。
- 2002年（平成14年）
  - 3月31日：「列車運行情報サービス」を開始[30]。
  - 8月1日：京王電鉄バスに、京王電鉄が所有していたバス事業に関する経営権を継承。これにより京王電鉄自体はバス事業から撤退。
  - 10月：京王線車両の車体の帯を「臙脂帯」から現行の「ピンクと紺色の2色帯」に統一。
  - 12月21日：主要駅にて公衆無線LANサービスを開始。
- 2003年（平成15年）
  - 3月25日：全駅に新型自動券売機を設置。これに伴い定期券を発行できるサービスを開始。
  - 5月1日：健康増進法施行に伴い、全駅を終日全面禁煙化。
- 2005年（平成17年）6月29日：英文社名をKeio Electric Railway Co.,Ltd.からKeio Corporationに変更。
- 2006年（平成18年）
  - 1月23日：従来より設置していた「優先席」の数を増設し、同時にその周辺を「おもいやりぞーん」とすると共につり革がオレンジ色の三角型になる。
- 2007年（平成19年）
  - 3月18日：ICカード乗車券PASMOを導入[31]。同時にJR東日本などが発行するICカード乗車券Suicaと相互利用を開始[31]。
  - 5月17日：自動体外式除細動器 (AED) を69駅全駅に設置完了。
  - 5月：安全対策・輸送強化の一環として、2010年度までに自動列車制御装置 (ATC) を京王線全線に導入することを発表（ATC導入自体は2006年度の事業計画で発表済み）。
- 2008年（平成20年）
  - 1月10日：パスネットの販売を終了。
  - 3月14日：自動改札機でのパスネット利用を中止。
  - 3月15日：PASMO電子マネーのサービスを開始。
- 2010年（平成22年）3月26日：相模原線にてATCの使用を開始。
- 2011年（平成23年）
  - 3月13日：京王線車両6000系が引退。
  - 10月2日：京王線・京王新線・競馬場線・動物園線・高尾線にてATCの使用を開始。
  - 12月5日：井の頭線車両3000系が引退。
- 2012年（平成24年）
  - 8月19日：京王線柴崎駅 - 西調布駅間・相模原線調布駅 - 京王多摩川駅間が地下化。同時にダイヤ改定が実施され、京王線の特急が準特急に格下げられ、2013年2月21日まで運行休止となる。
  - 9月7日：大手私鉄では初めて、全営業車両（都営地下鉄所属車の一部と非営業車のデワ600形を除く）が可変電圧可変周波数制御（VVVFインバータ制御）となる[32]。
- 2013年（平成25年）
  - 2月22日：ダイヤ改定。相模原線に特急を新設（復活）、通勤快速を廃止し、代わって区間急行を運行（通勤時間帯以外にも運行、停車駅は同じ）するなど[33]。同日より全駅に順次、駅ナンバリングを導入。
  - 3月3日：井の頭線にてATCの使用を開始。これにより、京王の全路線にATCが導入された。
  - 3月23日：交通系ICカード全国相互利用サービス開始によりKitaca、manaca、TOICA、ICOCA、PiTaPa、nimoca、はやかけん、SUGOCAも利用可能になる[注釈 3]。
  - 4月15日：京王線（電車・バス事業）が「開業100周年」を迎える[34][35]。各種記念イベントを開催する[34][35]。
  - 10月10日：京王れーるランドがリニューアルオープン。
- 2014年（平成26年）6月11日：京王線・井の頭線での車内無線LAN導入を発表。同月16日からサービス提供を開始し、保有する全車両で順次利用可能になった[36][37]。
- 2015年（平成27年）9月25日：ダイヤ改正。相模原線に準特急を新設。
- 2017年（平成29年）9月29日：5000系（2代目）が通常列車として運用開始[38][39]。
- 2018年（平成30年）
  - 2月22日：5000系（2代目）による座席指定列車「京王ライナー」の運行を開始[40][41]。
- 2019年（令和元年）6月1日：スペースマーケット社を経由して保有不動産の会議室などの時間貸し事業を開始[42]。
- 2022年（令和4年）3月12日：ダイヤ改正で準特急が廃止。座席指定列車「Mt.TAKAO号」が通年運転化[43]。
- 2023年（令和5年）8月31日：回数乗車券（通学用割引、身体障がい者用・知的障がい者用回数乗車券を除く）の発売を終了[44]。
- 2024年（令和6年）
  - 3月25日：京王線・井の頭線の18駅で、三井住友カードの「stera transit」を活用したクレジットカードなどのタッチ決済（Visa・JCB・American Express・Diners Club・Discover・銀聯）およびQRコード（企画乗車券）による乗車サービスの実証実験を開始[45]。
  - 7月1日：京王地下駐車場株式会社を合併。同社の事業と京王本社の商業施設運営事業を4月1日に設立された株式会社京王SCクリエイションに承継[46]。
  - 11月6日：タッチ決済およびQRコードの実証実験を全駅に拡大[47][48]。

### 歴代経営陣
| 代 | 氏名         | 在任期間                        | 出身校                         | 備考                                         |
| -- | ------------ | ------------------------------- | ------------------------------ | -------------------------------------------- |
| － | 利光丈平     | 1910年9月21日 - 1914年5月11日   | 明治大学・南カリフォルニア大学 | 設立発起人・初代専務、京成電気軌道常務取締役 |
| － | 小田切忠四郎 | 1914年5月11日 - 1915年6月24日   | 帝国大学工科大学               | 第2代専務、神奈川県庁出身                    |
| － | 井上篤太郎   | 1915年6月24日 - 1928年12月18日  | 明治大学                       | 衆議院議員、玉川電気鉄道取締役、第3代専務    |
| 初 | 井上篤太郎   | 1928年12月18日 - 1935年12月18日 | 明治大学                       | 社長制の導入                                 |
| 2  | 金光庸夫     | 1935年12月18日 - 1937年2月5日   | 高等小学校                     | 厚生大臣                                     |
| 3  | 穴水熊雄     | 1937年2月5日 - 1944年5月30日    | 旧制甲府中学校                 | 大日本電力社長、東京急行電鉄に合併           |

| 代 | 氏名       | 在任期間                       | 出身校                     | 備考                                                                |
| -- | ---------- | ------------------------------ | -------------------------- | ------------------------------------------------------------------- |
| 2  | 篠原三千郎 | 1944年5月31日 - 1945年3月12日  | 東京帝国大学法学部         | 社長就任は同年2月1日。 初代社長五島慶太は京王合併前に退任。         |
| 3  | 平山孝     | 1945年3月12日 - 1945年8月20日  | 東京帝国大学法学部         | 鉄道省出身、運輸次官                                                |
| 4  | 小宮次郎   | 1945年8月20日 - 1946年3月1日   | 東京帝国大学工科大学       | 鉄道省出身、東京横浜電鉄常務取締役                                  |
| 5  | 小林中     | 1946年3月1日 - 1947年9月9日    | 早稲田大学政治経済学部中退 | 日本開発銀行初代総裁                                                |
| 6  | 井田正一   | 1947年10月16日 - 1948年5月31日 | 東京帝国大学法学部         | 京浜電気鉄道出身、京浜急行電鉄取締役社長 東急社長は同年12月27日まで |

| 代 | 氏名       | 在任期間                      | 出身校             | 備考                                     |
| -- | ---------- | ----------------------------- | ------------------ | ---------------------------------------- |
| 初 | 三宮四郎   | 1948年5月29日 - 1957年4月15日 | 慶應義塾大学       | 目黒蒲田電鉄出身、東京急行電鉄専務取締役 |
| 2  | 井上定雄   | 1957年5月18日 - 1969年5月26日 | 京都大学           | 帝都電鉄出身、東京急行電鉄京王支社長     |
| 3  | 小林甲子郎 | 1969年5月26日 - 1975年5月26日 | 慶應義塾大学       | 京王電気軌道出身                         |
| 4  | 井上正忠   | 1975年5月26日 - 1982年2月25日 | 東北大学           | 運輸省出身、創業者井上篤太郎の孫         |
| 5  | 箕輪圓     | 1982年2月25日 - 1986年6月27日 | 東京府立第六中学校 | 京王電気軌道出身                         |
| 6  | 桑山健一   | 1986年6月27日 - 1993年6月29日 | 早稲田大学         |                                          |
| 7  | 西山廣一   | 1993年6月29日 - 1999年6月29日 | 慶應義塾大学       | 住友信託銀行常務取締役                   |
| 8  | 三枝正幸   | 1999年6月29日 - 2003年6月27日 | 慶應義塾大学       |                                          |
| 9  | 加藤奐     | 2003年6月27日 - 2009年6月26日 | 慶應義塾大学       |                                          |
| 10 | 永田正     | 2009年6月26日 - 2016年6月29日 | 立教大学           |                                          |
| 11 | 紅村康     | 2016年6月29日 - 2022年6月29日 | 早稲田大学         |                                          |
| 12 | 都村智史   | 2022年6月29日 - 現職          | 上智大学           |                                          |

## 社章
京王電気軌道創立時は「K」、変更後は「京王」を図案化した社章を使用していた。大東急時代を経て京王帝都電鉄として独立した際に制定されたのが先代社章で、図案化した「京」と車輪を表す円を重ね、社員の協力体制を象徴していた。
現在の社章はコーポレートロゴマークとも呼ばれ、1989年（平成元年）に制定された。京王グループのシンボルマークも兼ねており、新しい“KEIO”を強く印象付けるため社名を前面に出した意匠を採用し、斜体にすることでスピード感やダイナミックさを表現している。デザインはカラーとモノクロの2種が設定されており、モノクロ版はカラー版の色が異なる部分を6本のストライプにすることでアクセントをつけている。

京王電気軌道 社章（初期）
京王電気軌道 社章（後期）
京王帝都電鉄 社章（先代）
京王帝都電鉄 →京王電鉄 社章（現行、カラー版）
京王帝都電鉄 →京王電鉄 社章（現行、モノクロ版）

## 路線
京王電鉄は、6路線84.7kmの鉄道路線を有するが、先述した通り、大きく分けて京王線系統と井の頭線の2つのグループから構成されている。
相模原線を延長開業させた1975年初頭時点で、当時の京王帝都電鉄の営業キロは75.8kmとなった。一方で、阪神電気鉄道が国道線の廃止を開始した1969年度初頭時点での営業キロは74.9kmあったものが、北大阪線・国道線・甲子園線を全廃した1975年5月6日に一挙に41.0kmとなった。阪神の営業キロは1969年に国道線西灘駅 - 東神戸駅間0.9kmを廃止した当時でも74.0kmであったのが、1973年の甲子園線の休止区間浜甲子園駅 - 中津浜駅間0.8km、1974年の国道線上甲子園駅 - 西灘駅間14.4kmの廃止で休止区間を含めても58.8kmとなった。1974年度初頭当時の京王の路線総延長は66.0kmであったため、同年10月の相模原線京王よみうりランド駅 - 京王多摩センター駅間9.8kmの延長開業および翌1975年の阪神国道線とその支線区の全線廃止を待たずに京王と阪神が逆転し、大手私鉄最短営業距離の座を阪神に譲ることとなった。

### 京王線系統
京王線系統の軌間は1,372 mmのいわゆる「馬車軌間」である。これは京王線系統の元となった京王電気軌道が地方鉄道法ではなく軌道法によって建設されたことに起因する。つまり、京王線は路面電車由来の路線であり、これが都電荒川線や東急世田谷線といった軌道法に準拠して建設された路線と同様の軌間を持つ理由である。現在、大手私鉄の鉄道路線の中では唯一、1,372 mmの軌間が用いられており、全国的にも珍しい。
なお、この軌間を持った大手私鉄は過去には京成電鉄と京浜急行電鉄（当時は京浜電気鉄道）が存在した。これも軌道線を出自に持つ鉄道である。いずれにしても、これらは馬車軌間であった東京市電への乗り入れを考慮しての軌間の選択ということができる。ただし京王線と東京市電の接続はなかったが、戦時中に下高井戸駅で現東急世田谷線（当時は玉川線支線）と京王線を接続して物資輸送を行ったことがある。
1950年代になり、監督官庁からの要請や、都営新宿線乗り入れに向けて標準軌 (1,435 mm) に改軌することも検討され、1960年代に製作された5000系（初代）や2010系車両は、標準軌対応台車の採用など、標準軌への改軌を考慮した設計がされていた。しかし莫大な費用が掛かることや、長期の輸送力低下を要することから実現は困難とされ、都営新宿線を京王線に合わせて1,372 mm軌間で建設することになった。

#### 現有路線
- 京王線：新宿駅 - 京王八王子駅 (37.9 km)
  -  京王新線：笹塚駅から新線新宿駅を経て都営新宿線へ直通運転する京王線の別線（複々線）。
- 相模原線：調布駅 - 橋本駅 (22.6 km)
- 競馬場線：東府中駅 - 府中競馬正門前駅 (0.9 km)
- 動物園線：高幡不動駅 - 多摩動物公園駅 (2.0 km)
- 高尾線：北野駅 - 高尾山口駅 (8.6 km)

#### 廃止路線
- 御陵線：北野駅 - 多摩御陵前駅（6.2 km）（北野駅 - 山田駅間は現・高尾線と同じ路線）- 1945年1月21日休止、1964年11月26日廃止
- 高尾線（軌道線）：八王子駅前駅 - 高尾橋駅、東八王子駅前駅 - 横山町駅（計8.4 km）- 1939年6月30日全線廃止

#### 未成路線
- 相模原線：橋本駅 - 相模中野駅 (7.2 km) -1987年度免許失効 [57]
- 国立線：府中駅 - 国立駅 (5.2 km)　-1930年9月27日特許失効 [57]
- 国分寺線：府中駅 - 国分寺駅 (3.6 km) -1916年5月1日特許失効 [57]
- 立川線：府中駅 - 立川駅 (3.1 km) -1916年5月1日特許失効 [57]
- 大宮線：省線八王子駅 - 所沢 - 大宮 (40.1 km) -武蔵中央電気鉄道から継承。1941年5月8日免許失効。 [57]

### 井の頭線系統
帝都電鉄に由来する井の頭線の軌間は、狭軌の1,067 mmである。

#### 現有路線
- 井の頭線：渋谷駅 - 吉祥寺駅 (12.7 km)

#### 廃止路線
- 代田連絡線：代田二丁目駅（現・新代田駅） - 世田谷代田駅（営業キロ不明） - 1952年頃使用停止

#### 未成路線
以下は帝都電鉄時代に失効。
- 山手急行線：大井町駅 - 駒込駅 - 洲崎町駅 (50.8 km) -1936年1月23日駒込駅-洲崎町駅免許失効、1940年4月27日大井町駅-駒込駅間免許失効[57]。

## 管区制
駅の管理は管区制を採用しており、7つの管区に分けて駅の運営を行っている。各管区の管理駅は以下の通りである（括弧内は管区長所在駅）。
- 新宿管区：京王線新宿駅、新線新宿駅（京王線新宿駅）
- 京王東管区：初台駅 - 代田橋駅、下高井戸駅 - 仙川駅（桜上水駅）
- 京王中央管区：つつじヶ丘駅 - 中河原駅、府中競馬正門前駅（調布駅）
- 京王西管区：聖蹟桜ヶ丘駅 - 京王八王子駅、多摩動物公園駅、高尾線各駅（高幡不動駅）
- 京王相模原管区：相模原線各駅（京王多摩センター駅）
- 井の頭南管区：渋谷駅 - 東松原駅（渋谷駅）
- 井の頭北管区：明大前駅 - 吉祥寺駅（明大前駅）

かつては、現在よりも管区が細分化されていた。また、管区毎に色が設定されており、所属駅にはその色が壁などに線で表示されていた。また、旧管区長所在駅（吉祥寺駅、千歳烏山駅、府中駅、京王八王子駅、橋本駅など）には助役が配置されている。

## 一日平均乗降人員上位20駅
2022年度、2020年度は「1日の駅別乗降人員」（京王グループ公式サイト）より。それ以外は「関東交通広告協議会」、「東京都統計年鑑」、「神奈川県統計要覧」より。
は右欄の乗降人員と比較して増()、減()を表す。
| 順位 | 駅名               | 路線名            | 所在地               | 2022年度 | 2020年度 | 2015年度 | 2010年度 | 2005年度 | 2000年度 | 特記事項                                                                                   |
| ---- | ------------------ | ----------------- | -------------------- | -------- | -------- | -------- | -------- | -------- | -------- | ------------------------------------------------------------------------------------------ |
| 1    | 新宿駅             | ■京王線 ■京王新線 | 東京都新宿区         | 613,639  | 506,932  | 757,823  | 724,012  | 719,946  | 690,687  | 京王線新宿駅・新線新宿駅の合算。 都営新宿線との直通人員を含む。 （各社局線総合では世界一） |
| 2    | 渋谷駅             | ■井の頭線         | 東京都渋谷区         | 274,505  | 221,698  | 350,831  | 336,926  | 334,374  | 329,133  |                                                                                            |
| 3    | 吉祥寺駅           | ■井の頭線         | 東京都武蔵野市       | 122,831  | 98,614   | 144,238  | 142,083  | 143,122  | 141,415  |                                                                                            |
| 4    | 調布駅             | ■京王線 ■相模原線 | 東京都調布市         | 109,110  | 90,372   | 117,781  | 114,906  | 109,956  | 106,259  |                                                                                            |
| 5    | 下北沢駅           | ■井の頭線         | 東京都世田谷区       | 102,137  | 75,522   | 114,269  | 128,860  | 126,961  | 131,925  |                                                                                            |
| 6    | 明大前駅           | ■京王線 ■井の頭線 | 東京都世田谷区       | 86,228   | 60,668   | 104,600  | 84,516   | 66,018   | 64,016   | 乗換人員は含まない。 （2020年度の乗換人員は119,745人）                                     |
| 7    | 橋本駅             | ■相模原線         | 神奈川県相模原市緑区 | 82,307   | 65,241   | 94,129   | 88,065   | 82,555   | 69,406   |                                                                                            |
| 8    | 分倍河原駅         | ■京王線           | 東京都府中市         | 80,296   | 69,114   | 91,900   | 85,876   | 77,556   | 73,025   |                                                                                            |
| 9    | 府中駅             | ■京王線           | 東京都府中市         | 75,924   | 62,986   | 86,949   | 85,993   | 84,601   | 78,689   |                                                                                            |
| 10   | 京王多摩センター駅 | ■相模原線         | 東京都多摩市         | 74,516   | 58,026   | 86,217   | 82,803   | 80,611   | 85,571   |                                                                                            |
| 11   | 千歳烏山駅         | ■京王線           | 東京都世田谷区       | 74,178   | 61,848   | 78,314   | 74,756   | 72,470   | 74,194   |                                                                                            |
| 12   | 仙川駅             | ■京王線           | 東京都調布市         | 67,190   | 57,764   | 77,261   | 70,943   | 67,958   | 59,279   |                                                                                            |
| 13   | 笹塚駅             | ■京王線 ■京王新線 | 東京都渋谷区         | 66,646   | 60,167   | 79,406   | 76,236   | 77,835   | 77,924   |                                                                                            |
| 14   | 聖蹟桜ヶ丘駅       | ■京王線           | 東京都多摩市         | 54,749   | 47,521   | 65,248   | 66,384   | 65,697   | 69,148   |                                                                                            |
| 15   | 南大沢駅           | ■相模原線         | 東京都八王子市       | 52,585   | 41,288   | 62,877   | 60,396   | 51,585   | 44,004   |                                                                                            |
| 16   | 初台駅             | ■京王新線         | 東京都渋谷区         | 49,640   | 42,073   | 60,281   | 53,811   | 50,101   | 43,767   |                                                                                            |
| 17   | 高幡不動駅         | ■京王線 ■動物園線 | 東京都日野市         | 47,988   | 37,938   | 59,537   | 59,539   | 54,021   | 48,951   |                                                                                            |
| 18   | 京王稲田堤駅       | ■相模原線         | 神奈川県川崎市多摩区 | 47,519   | 40,891   | 52,801   | 47,898   | 42,591   | 35,353   |                                                                                            |
| 19   | 京王八王子駅       | ■京王線           | 東京都八王子市       | 46,932   | 39,358   | 59,083   | 58,366   | 59,676   | 57,426   |                                                                                            |
| 20   | 京王永山駅         | ■相模原線         | 東京都多摩市         | 39,413   | 33,197   | 45,883   | 42,465   | 43,866   | 36,806   |                                                                                            |

## 車両

### 車体
京王線・井の頭線とも通勤・通学輸送に特化している事情から、1948年の発足以来、導入車両は全てロングシート車のみであった。戦前、京王電軌時代にはクロスシート車として150形（後のデハ2150形）が運用されていたが、1938年にロングシートに改造された。また初代の5000系にも特急車両としての設備からボックス席を設ける構想が何度かあったが、ラッシュ対策で見送りになっている。所有車両が全車ロングシートなのは大手私鉄では京王電鉄だけであったが、京王グループの中期経営計画「京王グループ中期3カ年経営計画（2015-2017年度）〜向上と拡大に向けて〜」に有料座席列車導入の検討を行うことが盛り込まれ、この有料座席列車に使用する79年ぶりのクロスシート車両として5000系（2代目）が2017年9月29日より運用を開始した。
現在の京王線と井の頭線では形式・車両デザインとも共通性が無いが、かつて一時期、共通性が発生したことがあった。井の頭線用の1700形・1710形・1800系の一部が1965年（昭和40年）頃から京王線に転用されたことがあるほか（現在は廃車）、1957年に登場した初の高性能車である井の頭線初代1000系と京王線2000系では外観のデザインが同一となった（こうした展開は他社では、現在でも阪急電鉄や近畿日本鉄道に見られる）。しかし次世代形式として登場した、1962年製造の井の頭線用3000系初期車は1000系・2000系とデザインの流れが似ており、1963年製造の京王線用初代5000系も1000系・2000系とデザイン（ドアや窓の配置）が似ていたものの、両開きドアやワイドボディに変更された3000系第3編成以降と5000系は全く別系統のデザインとなった。やがて京王線用の6000系など、さらに次世代形式が製造されると、両線でのデザインの隔たりはいっそう大きくなった。井の頭線用に1995年から製造された二代目1000系では、車両の仕様が京王線の8000系（1992年から製造）や9000系（2001年から製造）と近くなったものの、正面デザインや塗装においては、京王線と井の頭線はいまだ別系統の流れを歩んでいるといえる。
井の頭線は1962年という早い時期から3000系でステンレス車体を採用する一方、京王線は普通鋼車体という作り分けが長く続き、京王線でステンレス車体が採用されたのは1984年の7000系からである。こうした路線による車体鋼材の使い分けが長く行われた他の大手私鉄としては、南海電気鉄道（南海本線と高野線）が存在する。なお、保有車両は事業用車両を含めて全てステンレス車体で統一されており、関東大手私鉄では唯一、アルミ車両の導入実績がない。

### 技術
集電装置については、全車両がシングルアーム式パンタグラフであるが、総合高速検測車の検測用パンタグラフには下枠交差形が採用されている。1000系、3000系、8000系で長期に渡りシングルアーム形を試験搭載していた後、9000系から本格採用され、従来車に対してもシングルアーム式パンタグラフに換装した。過去には京王線系統での高速運転時の集電性向上を目的として、井の頭線3000系と京王線系統の車両でパンタグラフの換装が行われて、京王線系統はPT42形に統一してPS13形を井の頭線に集約したことがある。
京王線系統の車両は、乗り入れの都営車を含めて全先頭車に密着連結器と電気連結器を装備する。1967年（昭和42年）の高尾線開通に伴う分割特急開始時に5000系に装備したのが始まりである。井の頭線車両は密着自動連結器を装備する。
現在使用されている車両の運転台は、乗り入れ車を含め力行4段・常用制動7段のT型ワンハンドルマスコンに統一されており、ATS照査速度（低速域を除く）が速度計の周りに表示される。9000系、1000系11編成以降の新造車は高運転台構造となっている。
ATC導入以前は、動物園線・競馬場線列車を除き、営業列車の先頭に立つ運転台には原則としてTNS（トレインナビゲーション装置）というディスプレイ装置が設置されており、次の停車駅等を表示していた。この画面にはアナログ表示の時計も表示される（TNS導入の経緯については「京王8000系電車」の運転台の節を参照のこと）。なお、京王線は2011年10月、井の頭線は2013年3月にATCに切り替えたため、使用停止となり、順次撤去されている。
現在は、ATCの停車駅誤通過防止機能による列車種別・停車駅の表示器が設置されている。
空気笛（タイフォン）は、上りと下りで周波数が異なり（他社では東武鉄道でも同様）、下りの方が高くなっている。電気笛は京王線と井の頭線で異なるタイプを使用している。

### 保安装置

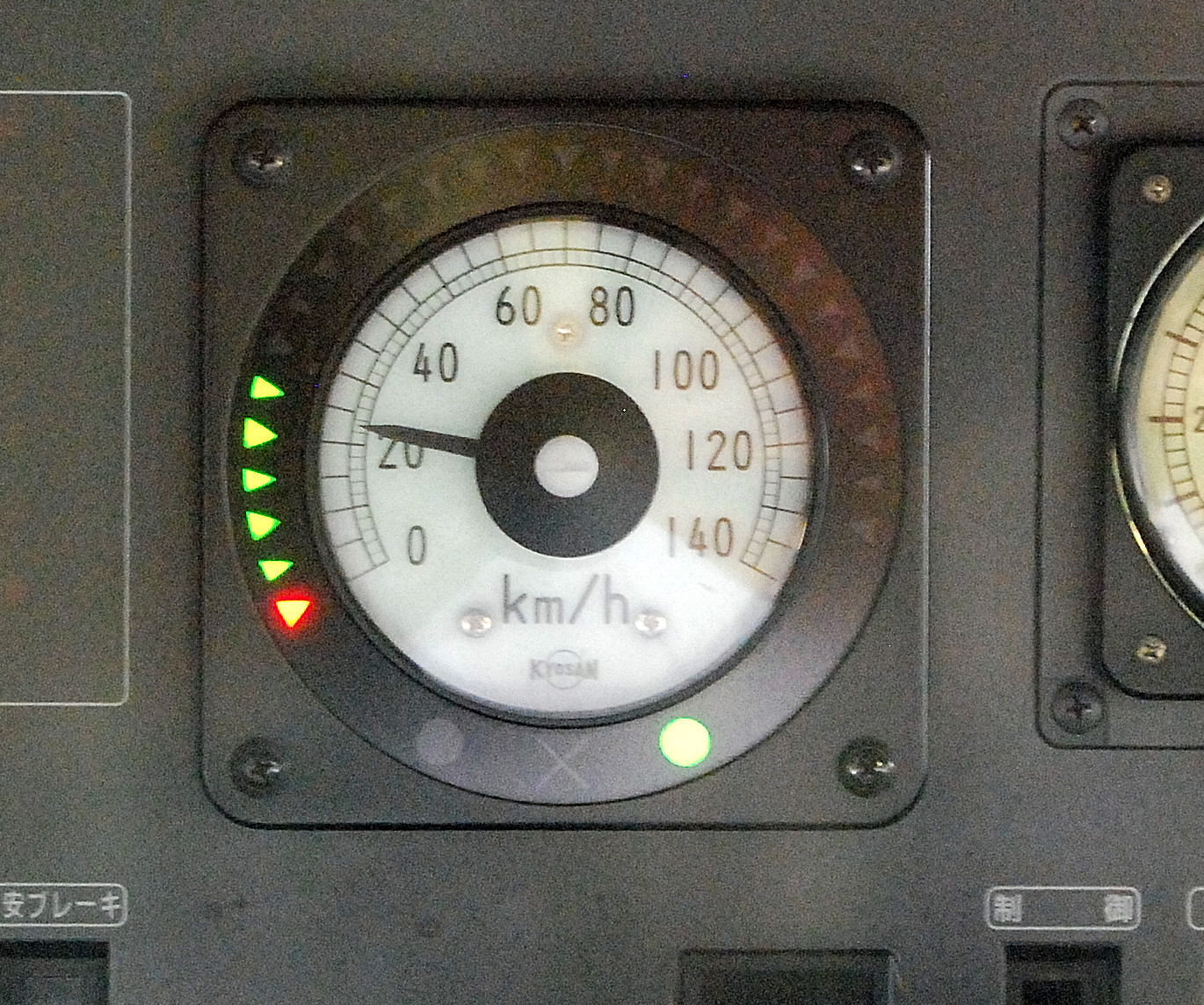
京王ATCの運転台の車内信号。停車駅の停止位置までのパターンが発生している状態。

かつては全線に渡って独自のATS（多変周式信号ATS）を採用していた。信号現示における速度制限は、絶対停止0km/h・警戒25km/h・注意45km/h・減速75km/h、進行の5種類で、制限速度はATCのように運転台の速度計の外周に表示される。絶対停止で停車した場合、確認スイッチを操作することで最高15km/hで走行が可能になる。この確認スイッチは絶対停止用のもので、前方の信号機の現示が上位しても地上子を通過するまでは照査する速度を変えることはできない。
運転保安度向上の一環として京三製作所製のATC（京王ATC）の導入が決定し、設置工事が行われ、2010年3月から相模原線で先行導入し、2011年10月から京王線系統（京王新線・競馬場線・動物園線・高尾線を含む）、2013年3月から井の頭線で使用されている。近隣の鉄道では同時期に東武鉄道も東武東上本線より順次ATC化される。
都営新宿線での（旧）ATC機器との干渉のため、インバータ制御車の新宿線への乗り入れはできなかったが、2005年5月のデジタルATC化に伴い解禁され、2006年3月よりそれまでの6000系（6030番台）8両編成、8両+2両の10両編成に加えて9000系（9030番台）の10両編成が直通運用に当たっている。

### 方向幕・ヘッドマーク・ラッピング
- 過去には京王八王子行と橋本行の調布駅での分割運用も想定しており、一部車両の方向幕には「京王八王子・橋本」の表示が存在するが、実際に営業で使われたことは一度もない。
- 列車に取り付ける特製のヘッドマークの取付が、西武鉄道、京阪電鉄、阪急電鉄と並んで多い。年4回程度、季節に合わせた全国交通安全運動のヘッドマークを取付けたり、イベント開催時に特製のヘッドマークを取付けることがある。
- 2015年9月から高尾山をイメージしたラッピング列車「高尾山トレイン」を運行している[61]。

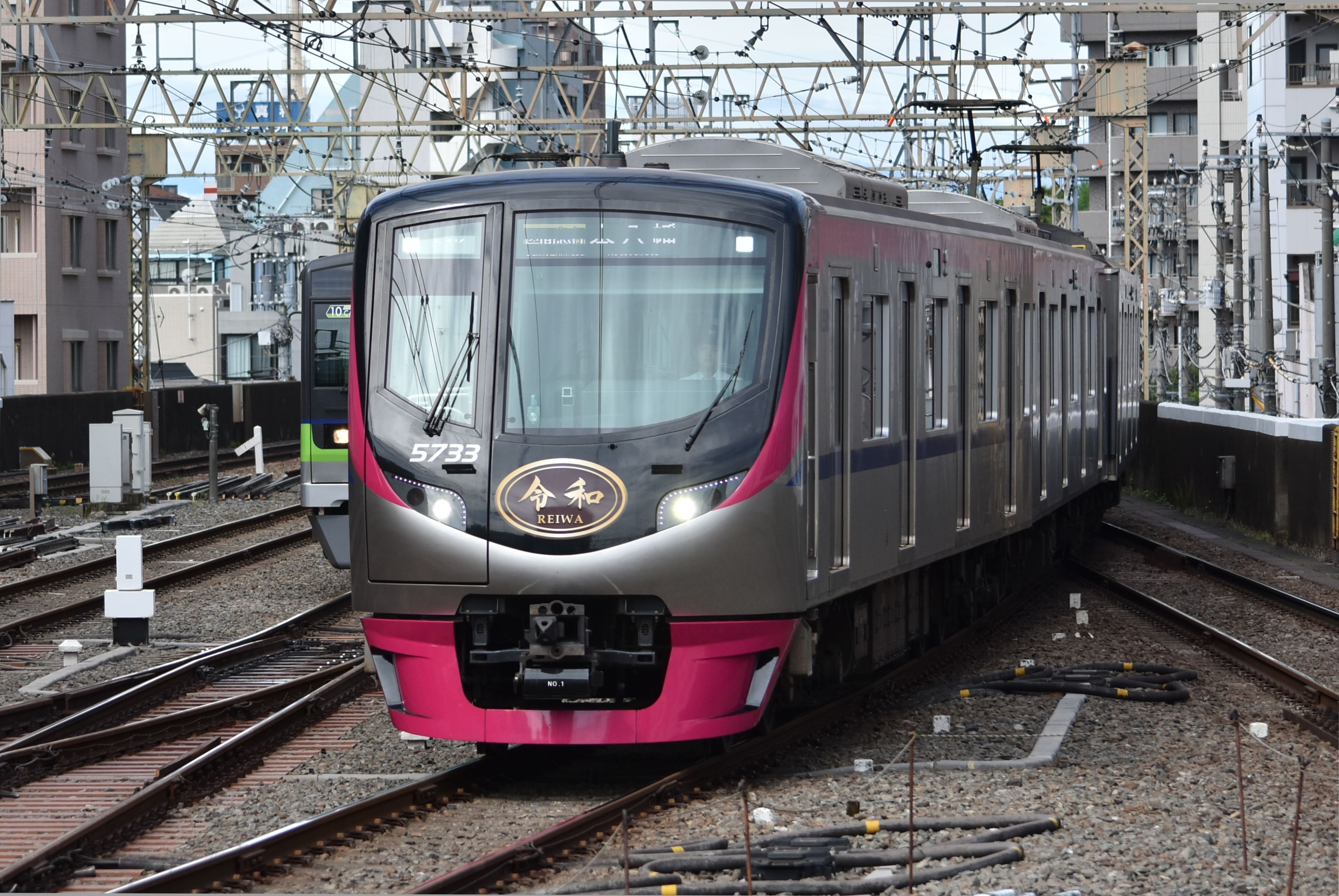
新元号「令和」のヘッドマークを付けた5000系（2019年5月1日撮影）
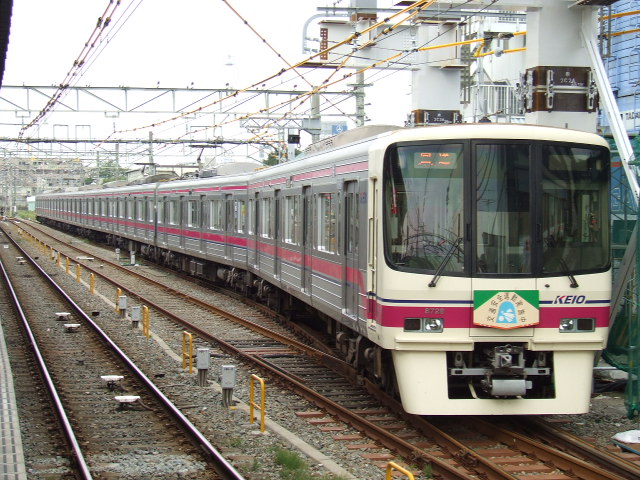
全国交通安全運動のヘッドマークを付けた8000系
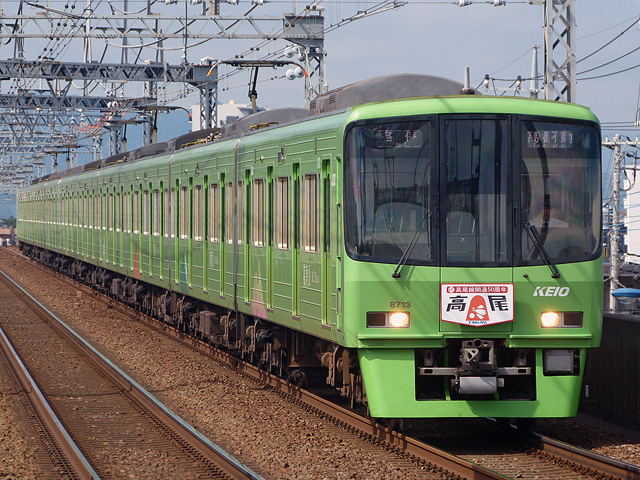
「高尾線開通50周年」ヘッドマークを付けた8000系「高尾山トレイン」
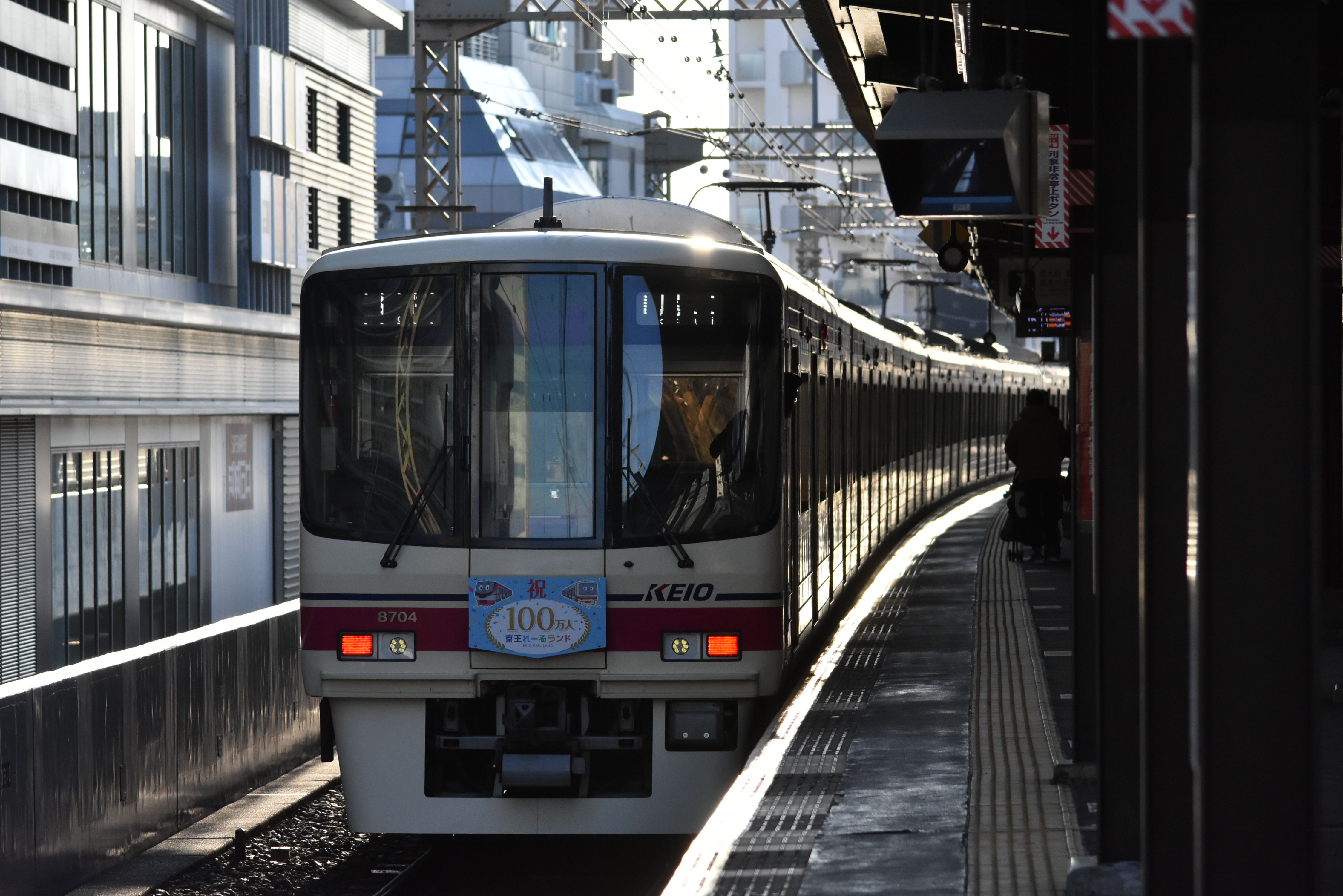
「京王れーるランド100万人」（2019年2月17日撮影）
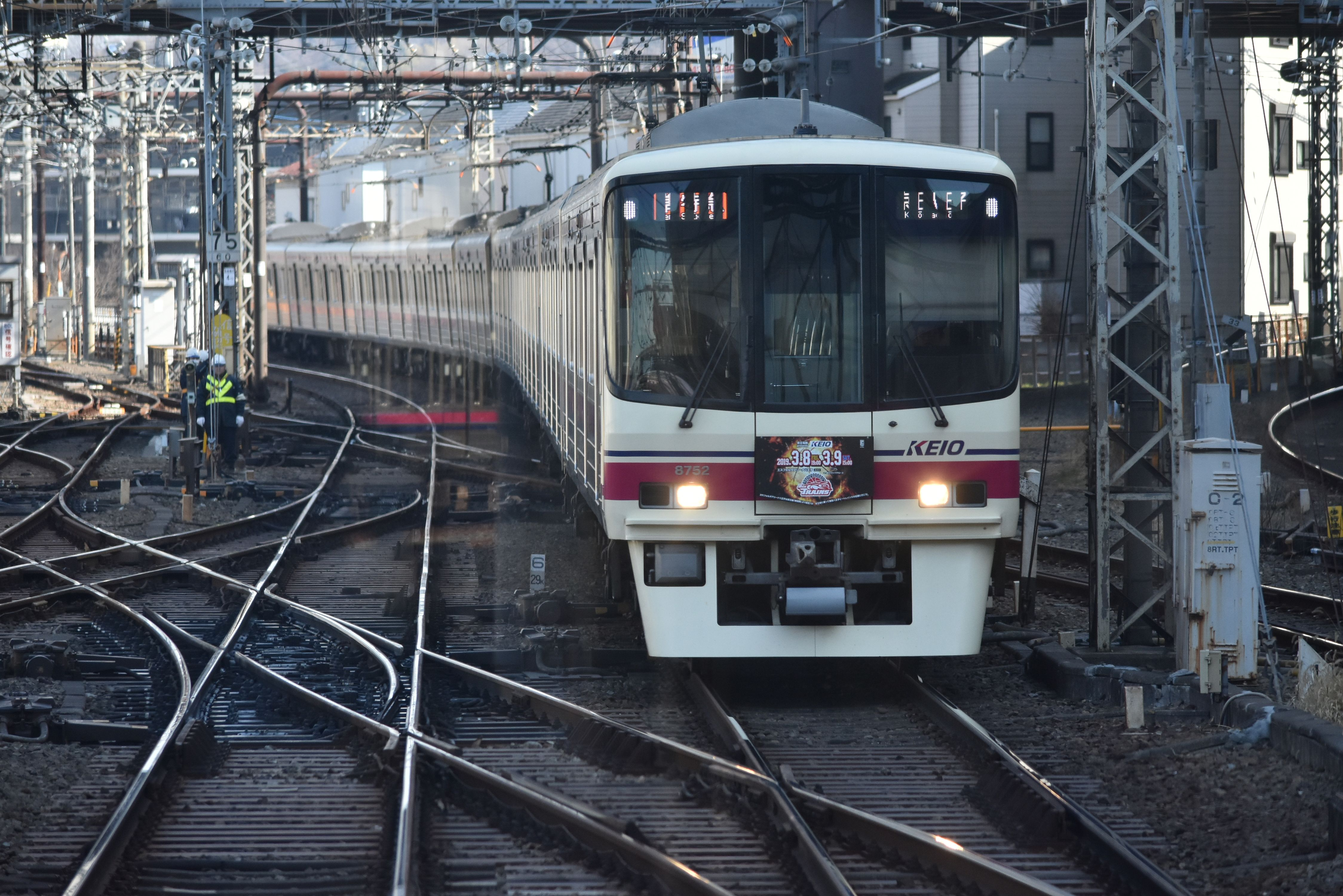
「東京八王子ビートレインズ」（2019年2月18日撮影）

### 所属・運用など
相模原線の若葉台駅、京王線の桜上水駅と高幡不動駅、井の頭線の富士見ヶ丘駅の4か所に車両基地が設けられており、桜上水駅以外のそれぞれに併設している検車区で管理・修繕を行っている。なお全般・重要部検査および大規模な修理や改修の業務は若葉台駅にある若葉台工場にて行っている。井の頭線車両についても富士見ヶ丘検車区内の若葉台工場富士見ヶ丘作業場で車両の機器を取り外して、車体等は富士見ヶ丘で、それ以外はトラックで陸送して若葉台で行われる。若葉台工場は京王電鉄内の事業子会社化に伴い、子会社の京王重機整備の施設としても稼動している。
前照灯は現在では終日点灯である。急行系列車（京王では各停以外の種別を優等列車とは呼ばない）では、新宿線内も含め先頭車は通過標識灯（急行灯）を点灯させる。信号システム上は「普通列車」として運行する、急行系列車の各駅停車区間では通過標識灯を消灯する。また通過標識灯が上下分離している場合、窓上が通過標識灯、窓下が尾灯であることがほとんどだが、3000系と5000系までの京王は、窓上が尾灯で窓下が通過標識灯であった。上下逆になっていた大手鉄道は京王だけである。
2001年3月のダイヤ改定で車両の運用方針を変更するまでは各駅停車には7000系と2010系以前の車両が使用され、急行系列車には5000系・6000系・8000系が充当されていたが、現在では7000系も急行系の列車に充当されており、種別ごとに使用形式を限定していない。

### 優先席

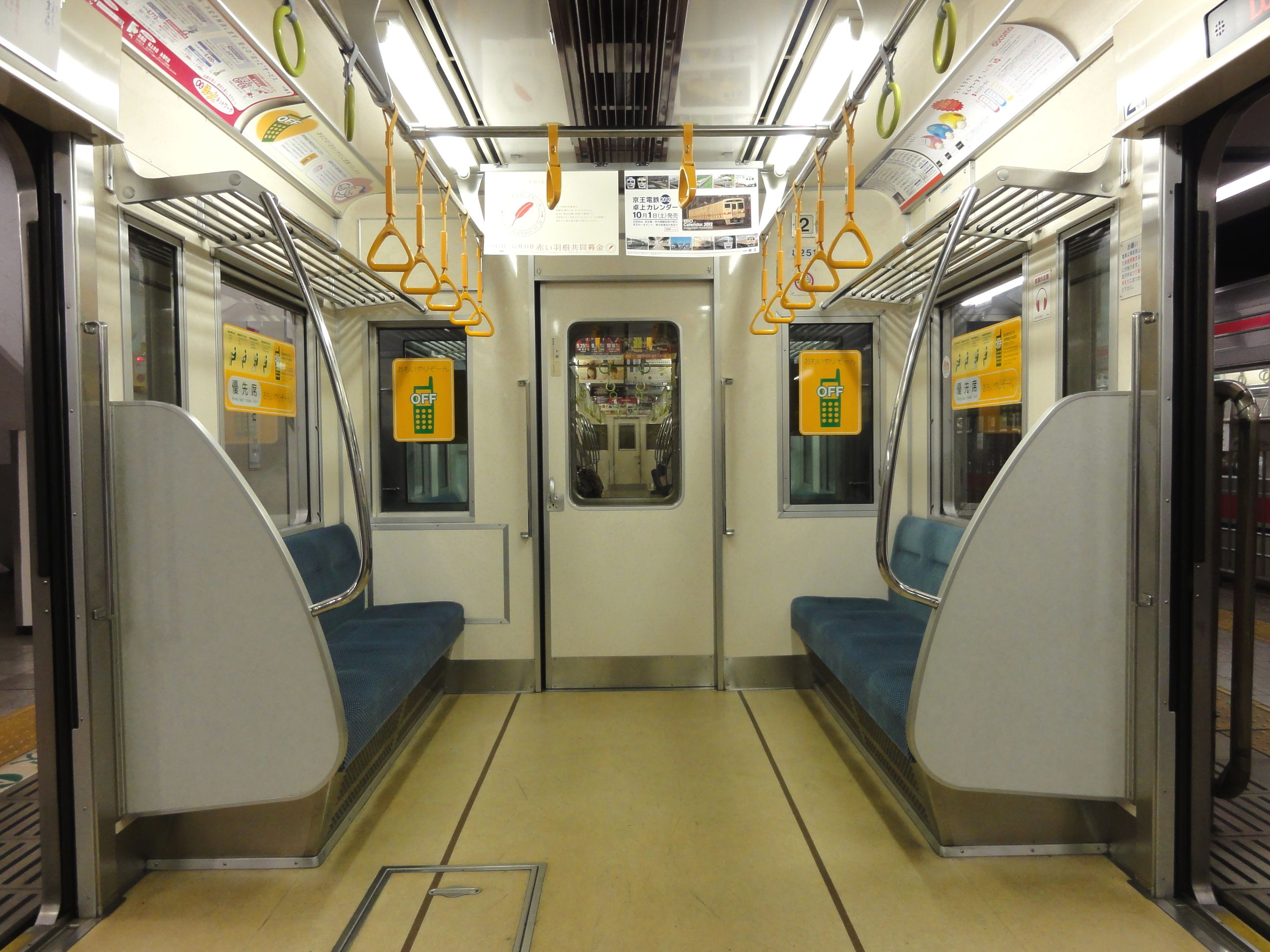
「おもいやりぞーん」（8000系車内）

8000系1次車まではシルバーシートと呼称され、位置も下り方（井の頭線は上り方）の車端部だった。5両編成以下は編成内1か所、6両編成以上は編成内2か所だったが、複数編成が組み合わさった場合はこの限りではなく、例えば6両編成と4両編成が合わさった10両編成は3か所となる。
参考（各系列ごとの設定車両）
3000系：デハ3000形
5000系：5713Fまではデハ5050形、5714F以降はデハ5000形
5100系：5112Fまではクハ5850形（運転室直後の座席）、5113F以降はデハ5150形
6000系：2両編成はデハ6400形、3両編成と5両編成は上り方2両目、8両編成は上り方2・5両目
7000系：上り方2・5両目（この当時は6両編成と8両編成しか存在していない）
8000系：4両編成は上り方2両目、6両編成は上り方2・5両目
9000系・1000系以降：当初から各車両の両端
8000系2次車より、各車両に設置されるようになった。この頃より、シルバーシートから優先席へと呼称が変更されている。同時に車外のステッカーも当該部分の窓上（7000系と8000系は車端部）から当該部分の戸袋とドアの間に変更されたため、サイズも小さくなっている。設置場所も現在と違って、奇数号車は上り方海側（下り列車の進行方向左手サイド）車端部、偶数号車は下り方山側（下り列車の進行方向右手サイド）車端部である。既存車も随時このパターンへと変更されたが、当然のことながら3両編成・5両編成ではパターンが異なる。
2000年8月より、優先席付近を携帯電話OFF区域とするのに合わせて、従来の優先席の向かいの座席も優先席となる（ステッカーは透明）。
2006年1月から優先席を先頭車の運転台部分を除く各車車端部に拡大し、同時に優先席付近一帯を「おもいやりぞーん」とした。合わせて吊輪のオレンジ色化、室内側の壁や窓にステッカー貼付、車外ステッカーの拡大と位置変更（戸袋あり車両は戸袋部に貼付）が行なわれている（ステッカー色は黄色）。
2015年10月からは、携帯電話の使用について「優先席付近では携帯電話の電源をお切りください」から「優先席付近では、混雑時には携帯電話の電源をお切りください」に変更した（ステッカー色は青、東京地下鉄（東京メトロ）や東急電鉄等で使用されているものと同タイプのステッカーを使用）。
5000系は他形式同様に車端部に優先席が設定されているが、京王ライナーとして運用する際にはこれらの座席も指定席として販売している関係上、京王永山駅、府中駅から先の無料開放区間においても優先席としての取り扱いは行わない。

### 女性専用車両
中央線における「婦人子供専用車」の1973年の廃止以後で、全国に先駆け女性専用車両を復活させた。2000年12月7日に試行的に導入され、2001年3月27日のダイヤ改定以降本格的に導入された。新宿駅を23:00以降に発車する急行系の列車で実施されている。その後2005年5月9日からは平日の朝（京王線新宿駅と新線新宿駅に7:30 - 9:30に到着する準特急・急行・通勤快速）・夕方・夜（京王線新宿駅を18:00 - 22:40に発車する特急・準特急）・深夜（京王線新宿駅を22:50以降に発車する急行・通勤快速・快速）にも拡大されている（当面は試験導入）。その後、深夜帯に特急を走らせる様になってからは、下り列車においては急行以下の種別での設定を取りやめている。また、ダイヤ乱れによって8両編成が充当される場合や、京王ライナーでの設定も行っていない。

### 防犯カメラ
警視庁などからの要請により2011年2月28日から客室内に防犯カメラが設置された。日本の通勤用車両では埼京線の205系電車、横浜新都市交通2000形電車についで、3番目の事例である。防犯カメラは7000系電車の1編成（7701F）の6号車に4台設置され、3月下旬からさらにもう1編成（7705F）にも設置され、2編成で防犯カメラが運用されている。
2017年9月営業運転開始の新5000系電車には全車両に防犯カメラが1両につき4台設置されている。
2022年2月1日、2021年10月31日に走行中の車内で起きた傷害事件（京王線刺傷事件）を受けて、リアルタイム伝送機能を持つ車内防犯カメラを、2023年度末を目途に全車両に設置する予定と発表した。

### 現用車両
2017年度末時点で事業用車を除くと京王線用736両、井の頭線用145両、計881両を保有する。各系列の詳細、使用線区、運用などについてはそれぞれの記事を参照されたい。
2012年9月7日に、大手私鉄では初となる自社の全営業車両のVVVFインバータ制御化を達成した。2016年の事業用車両デワ600形廃車後は、事業用車両を含め保有する全ての車両がVVVFインバータ制御となっている。

#### 京王線系統
営業用
- 5000系（2代目）
- 9000系
- 8000系
- 7000系

事業用
- デヤ900
- クヤ900（総合高速検測車「DAX」）
- サヤ912

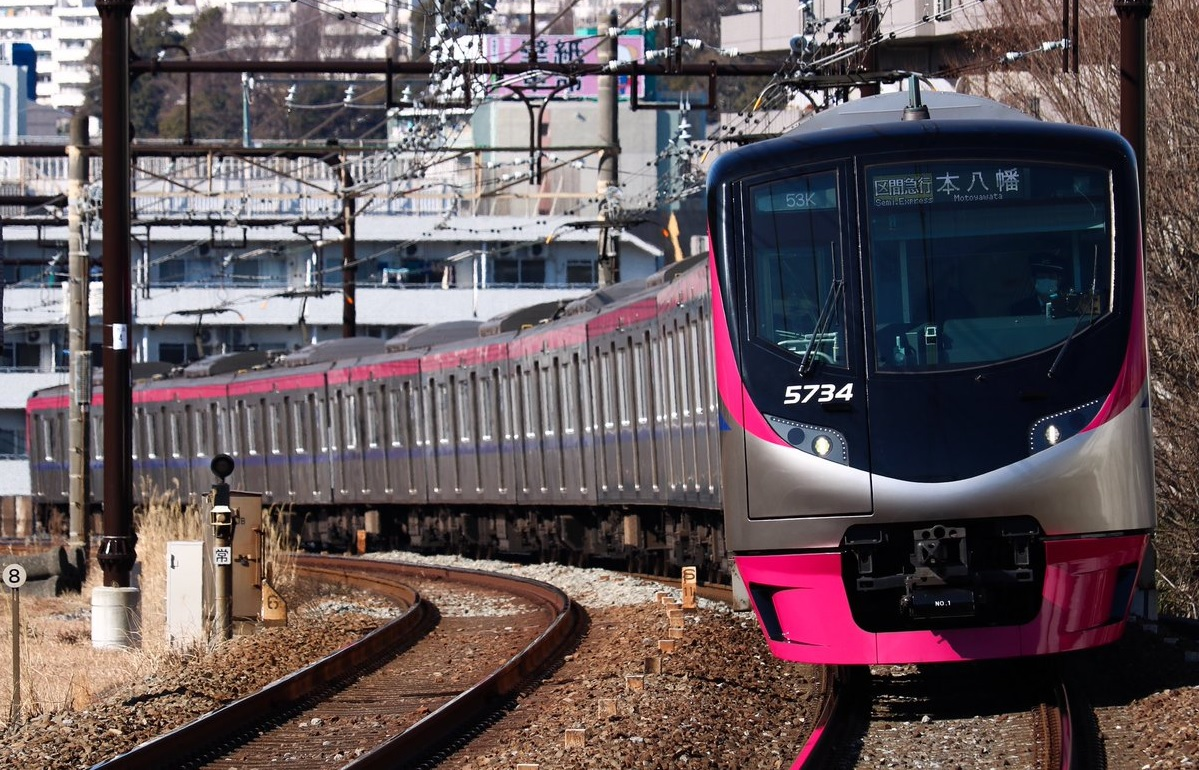
5000系（2代目）
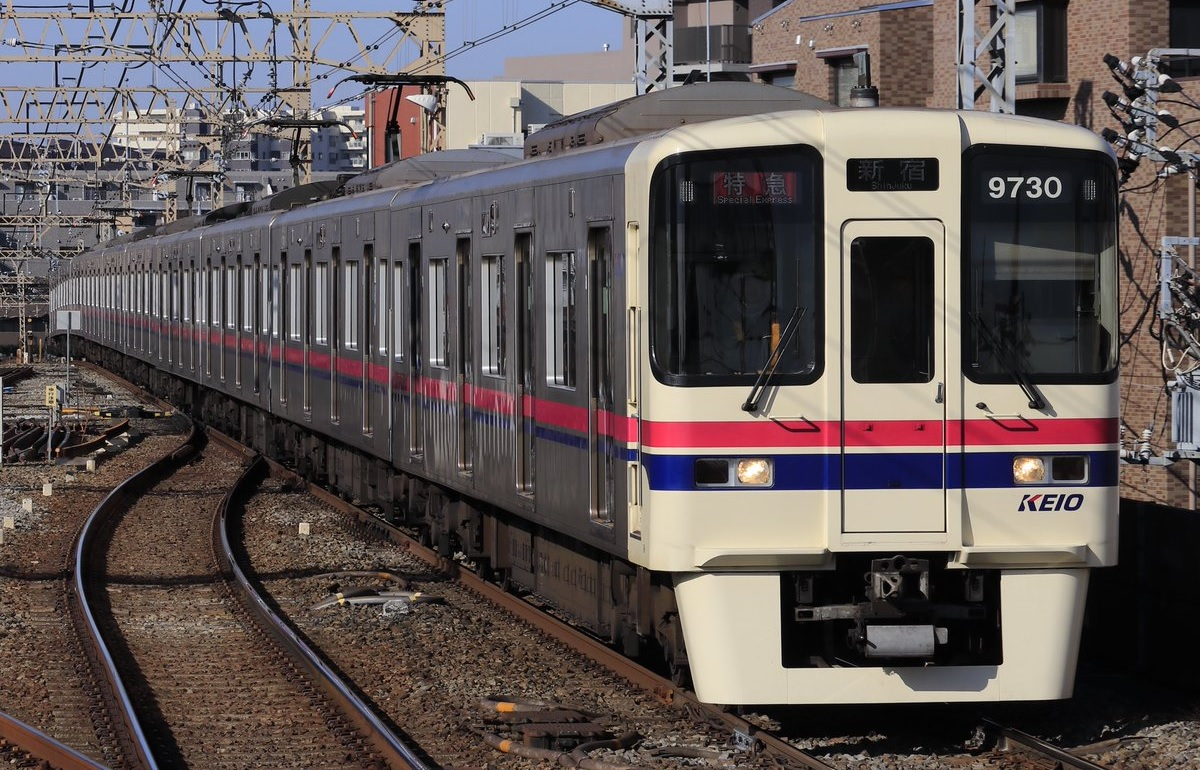
9000系
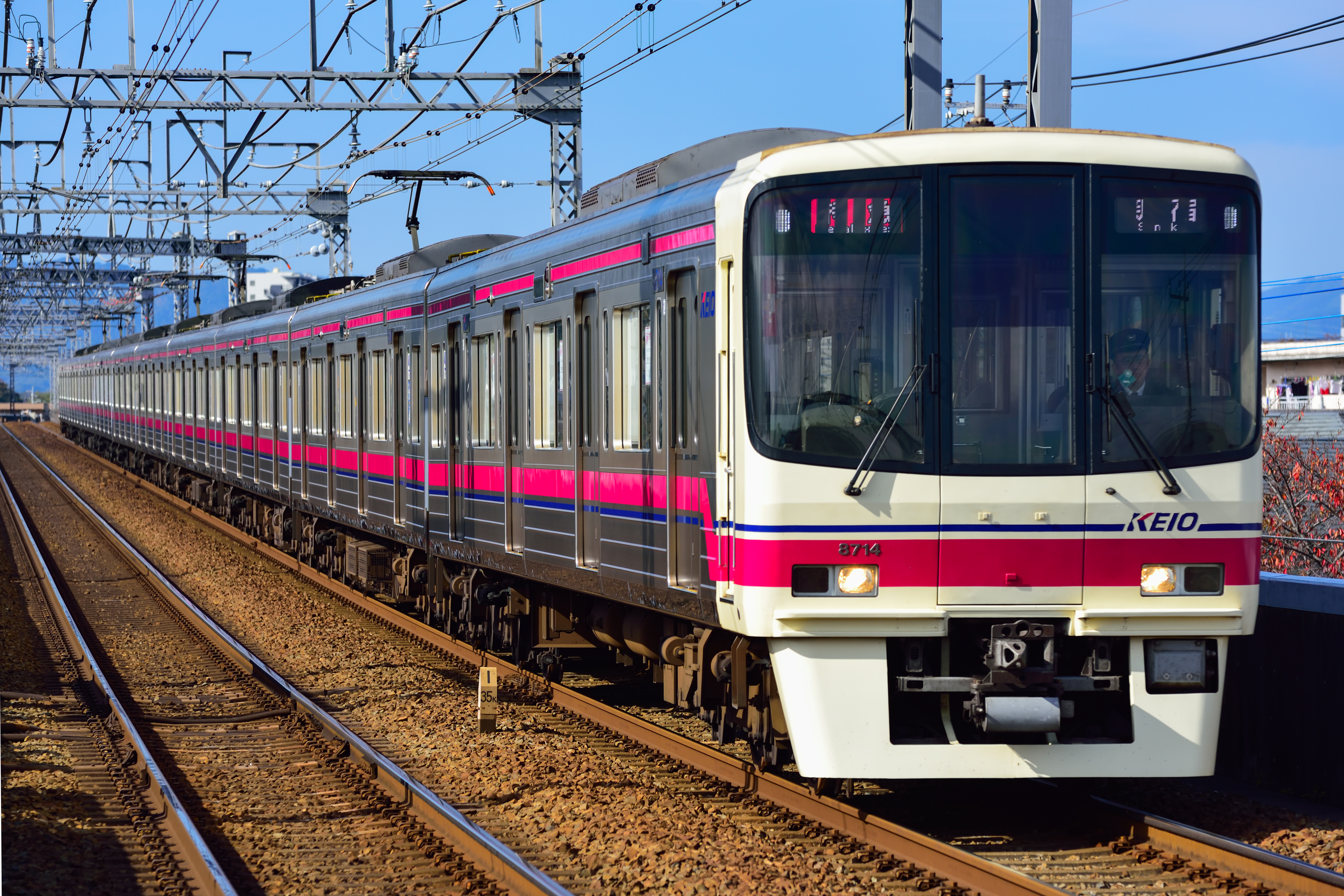
8000系
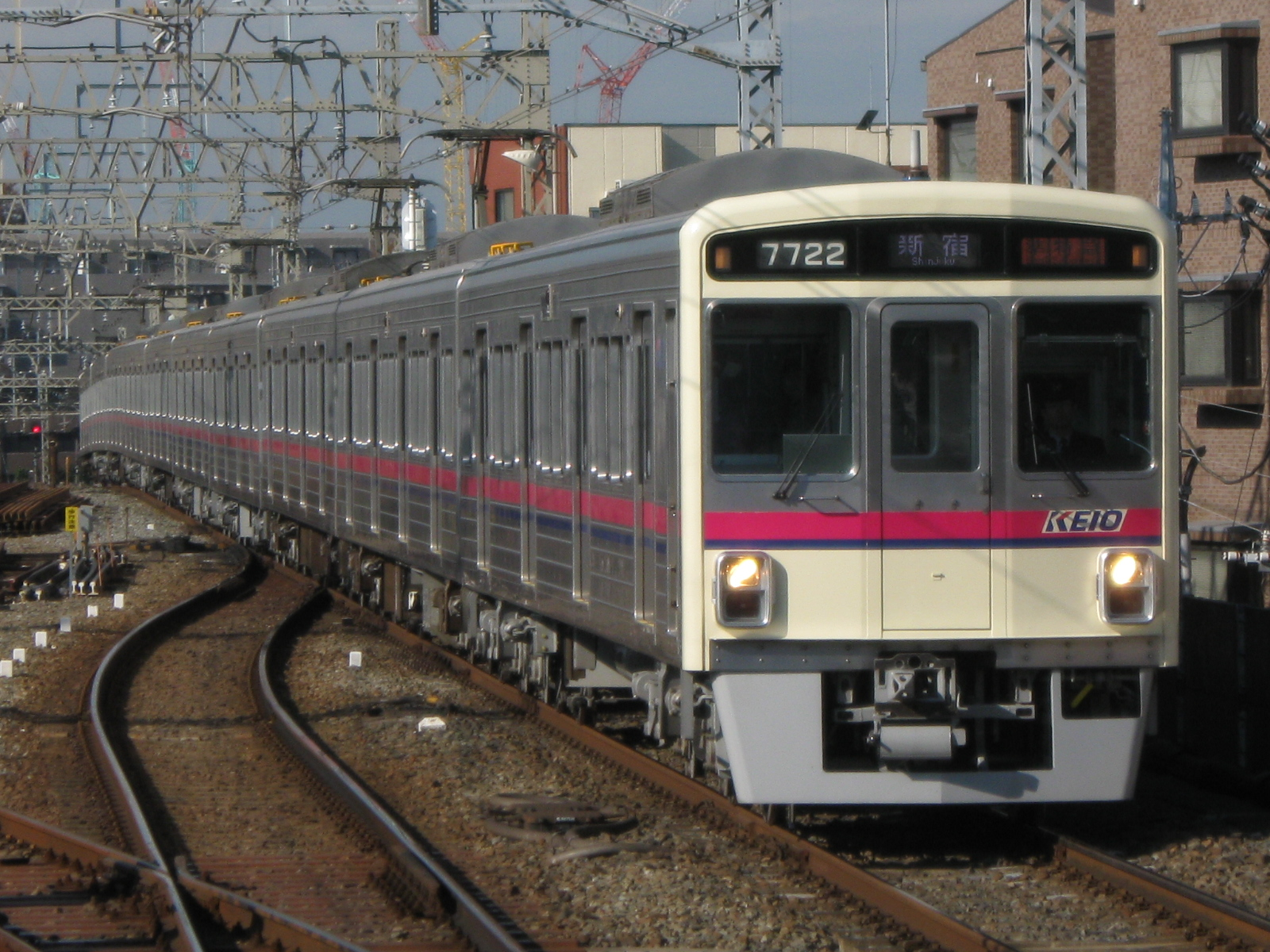
7000系
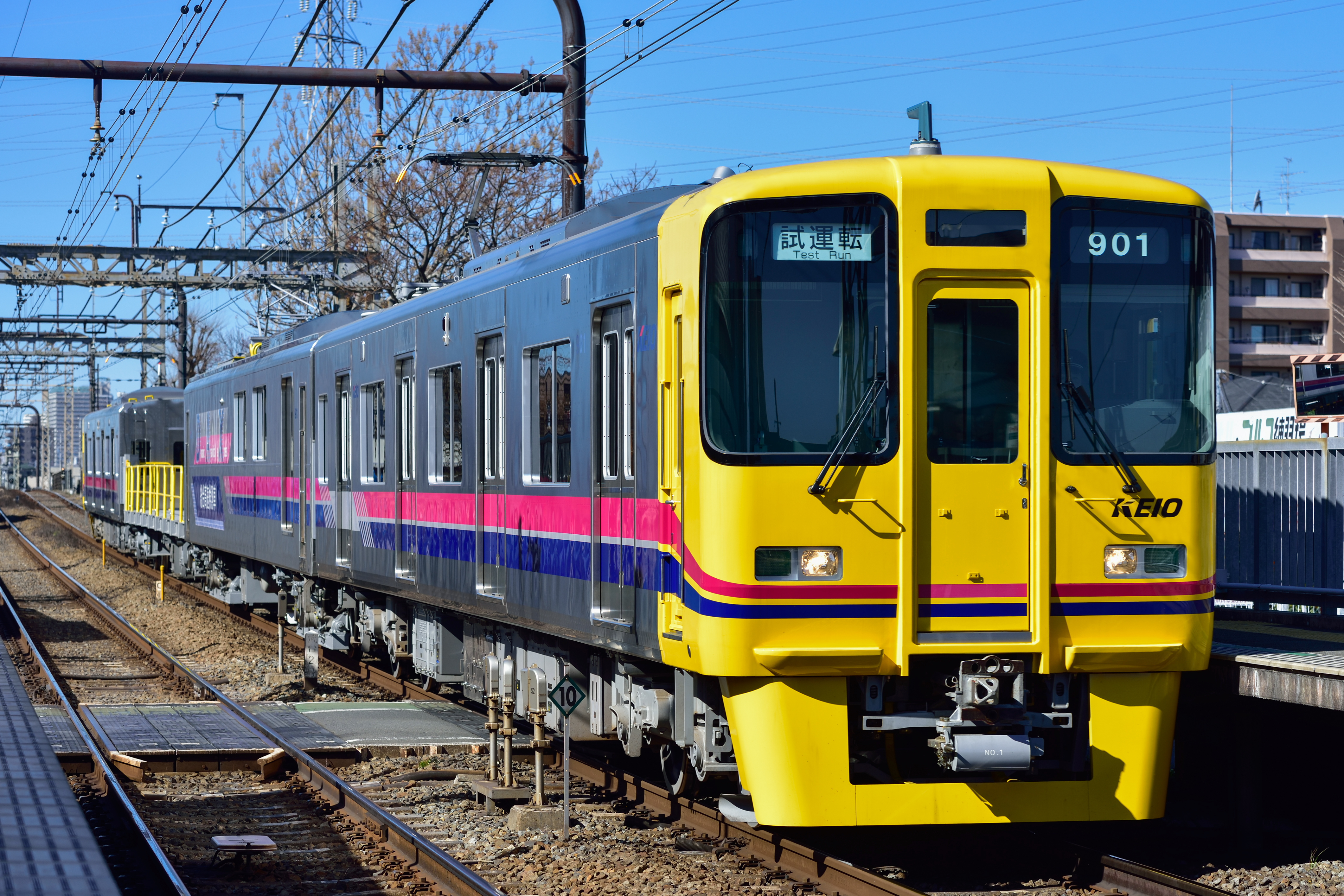
事業用車（デヤ900）
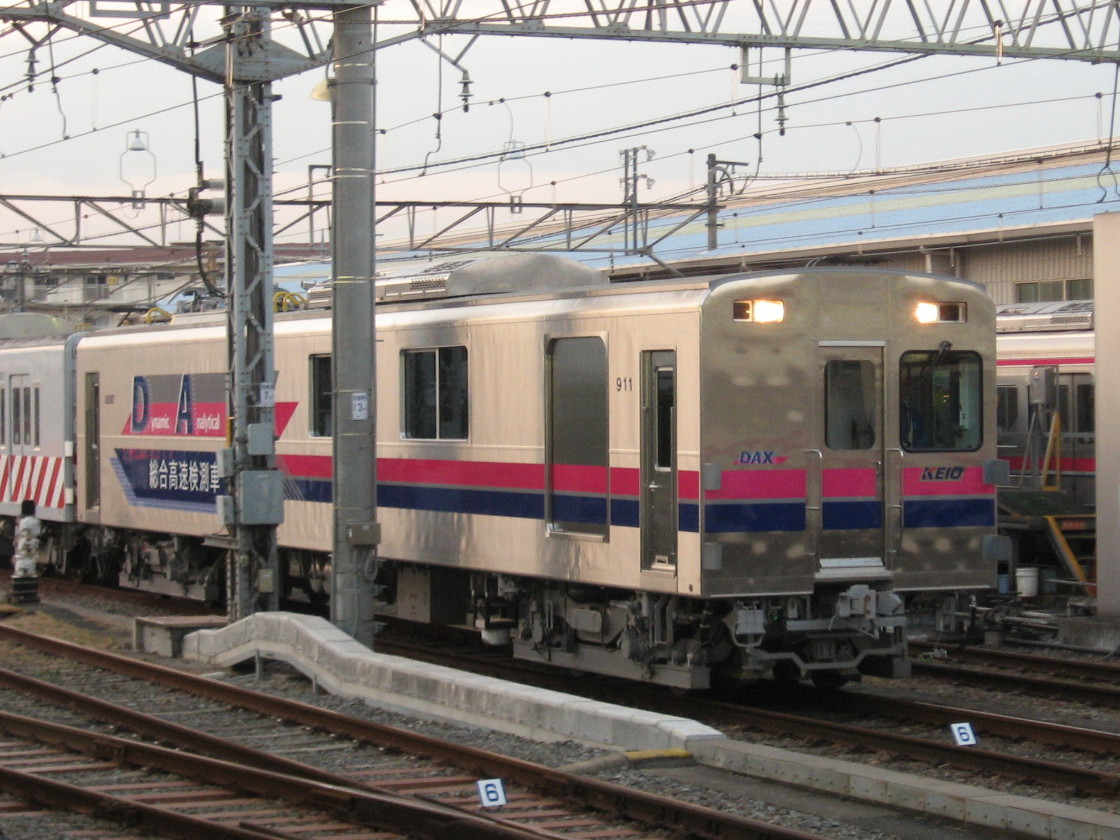
クヤ911（総合高速検測車「DAX」）

#### 井の頭線
- 1000系（2代目）

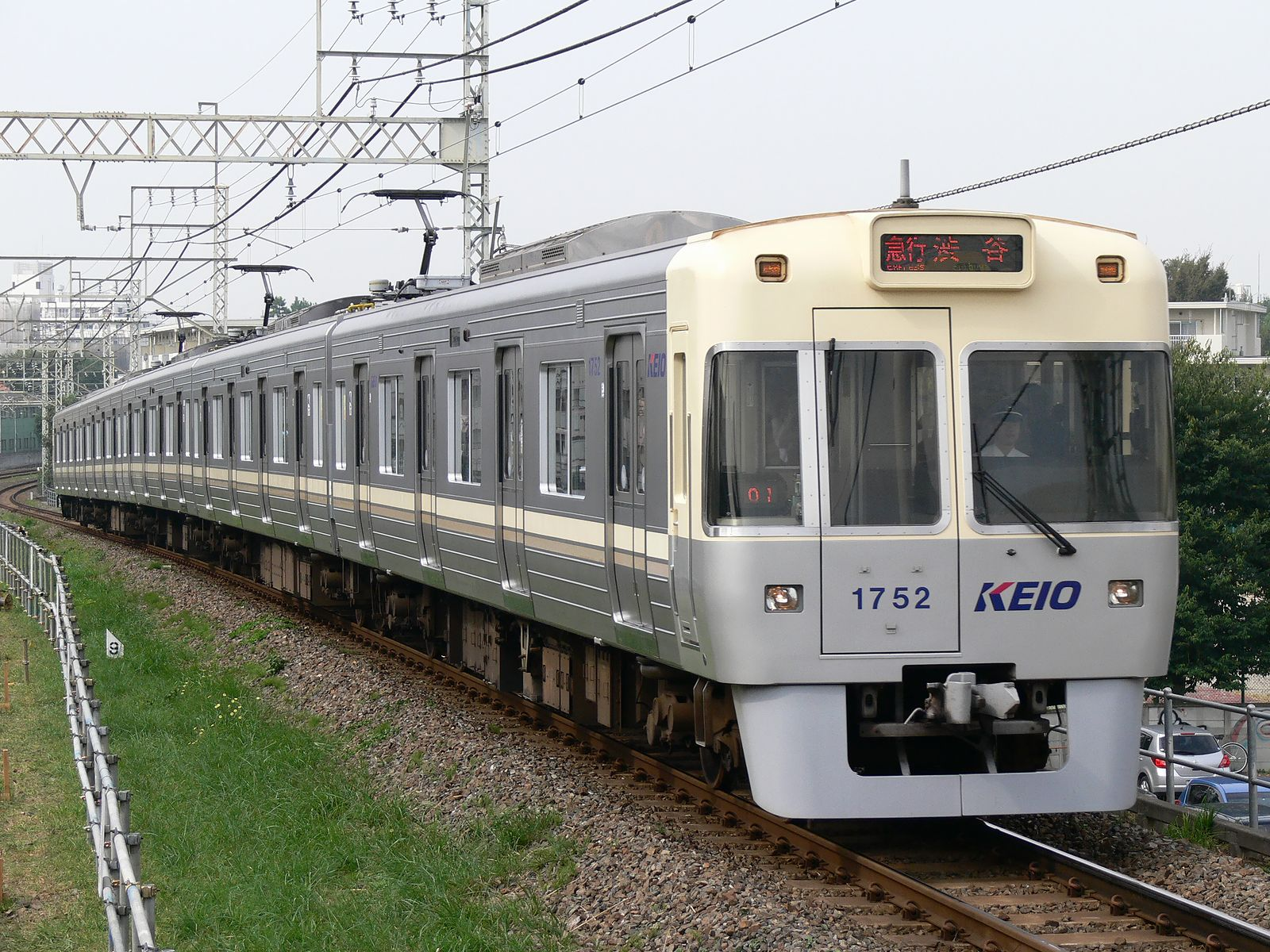
1000系（2代目前期車）
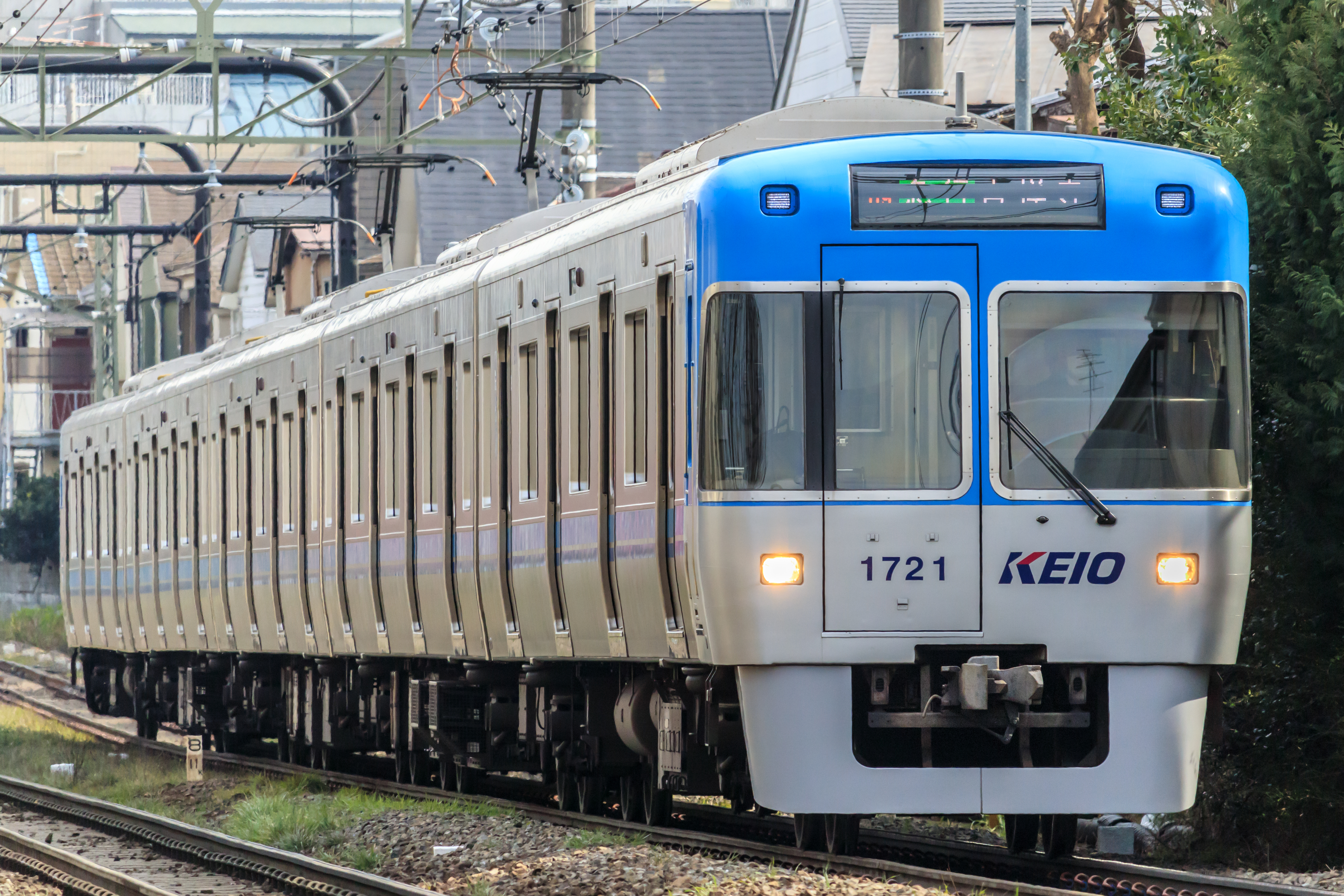
1000系（2代目後期車）

### 導入予定の車両
- 2000系（2代目） - 2026年初めに導入予定[68]。

### 過去の車両
地方私鉄への車両譲渡はあまり行われていなかったが、5000系や3000系の廃車が始まると、18m車体という手頃さから、譲渡が多数発生した。

#### 京王線系統
営業用
- 6000系
- 5000系（初代）・5070系→5100系
- 2000系（初代）・2010系[注釈 10]
- 2700系
- 2600系
- デハ1710形（→クハ1710形）
- デハ1700形
- 京王電気軌道から継承の中型車
  - 220系
  - デハ2500形
    - デハ2500
    - デハ2501 - 2504

  - デハ2400形
  - デハ2300形
  - デハ2200形
  - デハ2150形
  - デハ2125形
  - デハ2110形→サハ2110形
  - デハ2000形（初代）
- 23形
- 19形
- 13形
- 7形
- 1・9・15形

事業用
- デワ600形
- デワ5000系
- デワ220形
- デト2910形→デト210形
- デニ2900形→デニ200形
- デト2900形・デワ2900形
- チキ2970形→チキ270形
- ホキ280形
- チキ290形

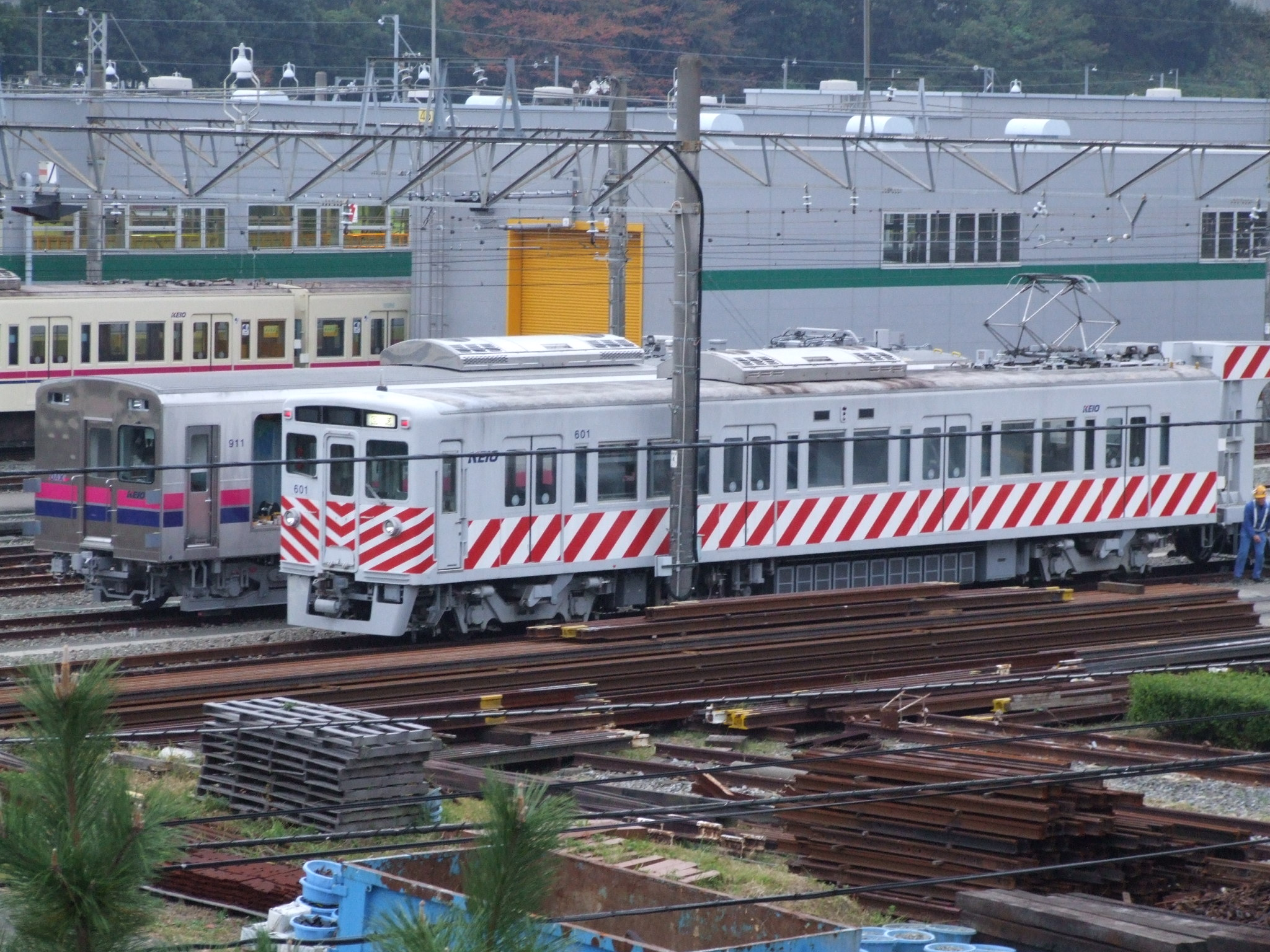
事業用車デワ600。左側に総合高速検測車「DAX」が見える
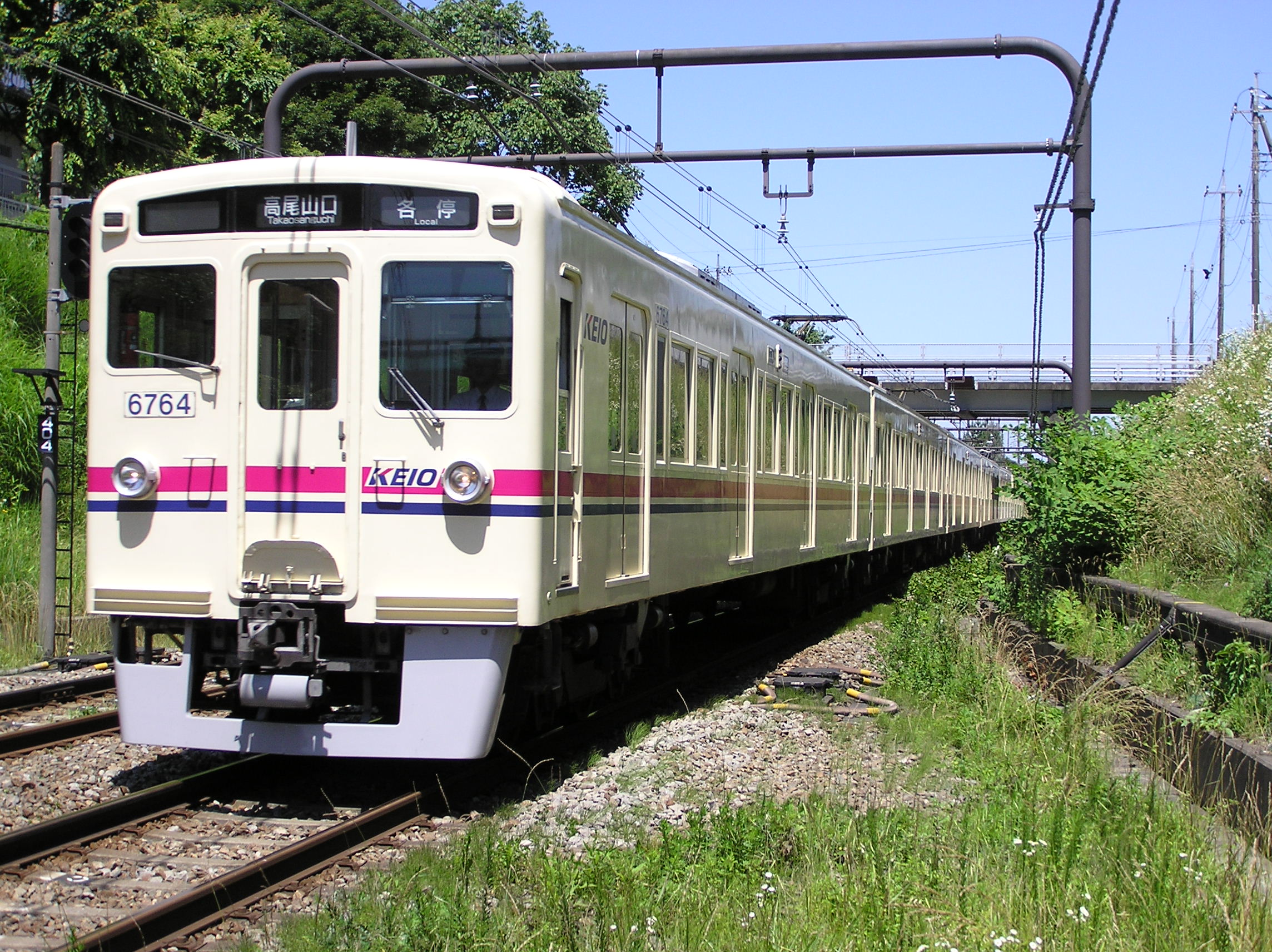
京王初の20m級車両である6000系
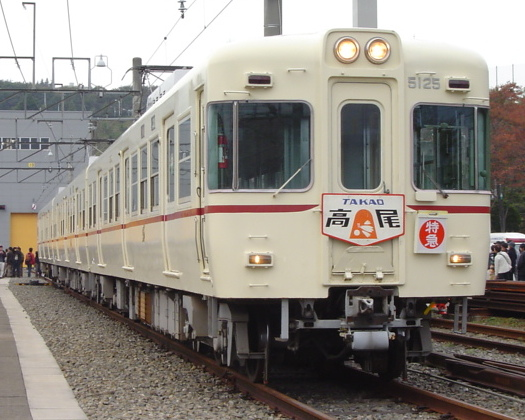
長く京王線の顔として親しまれた初代5000系
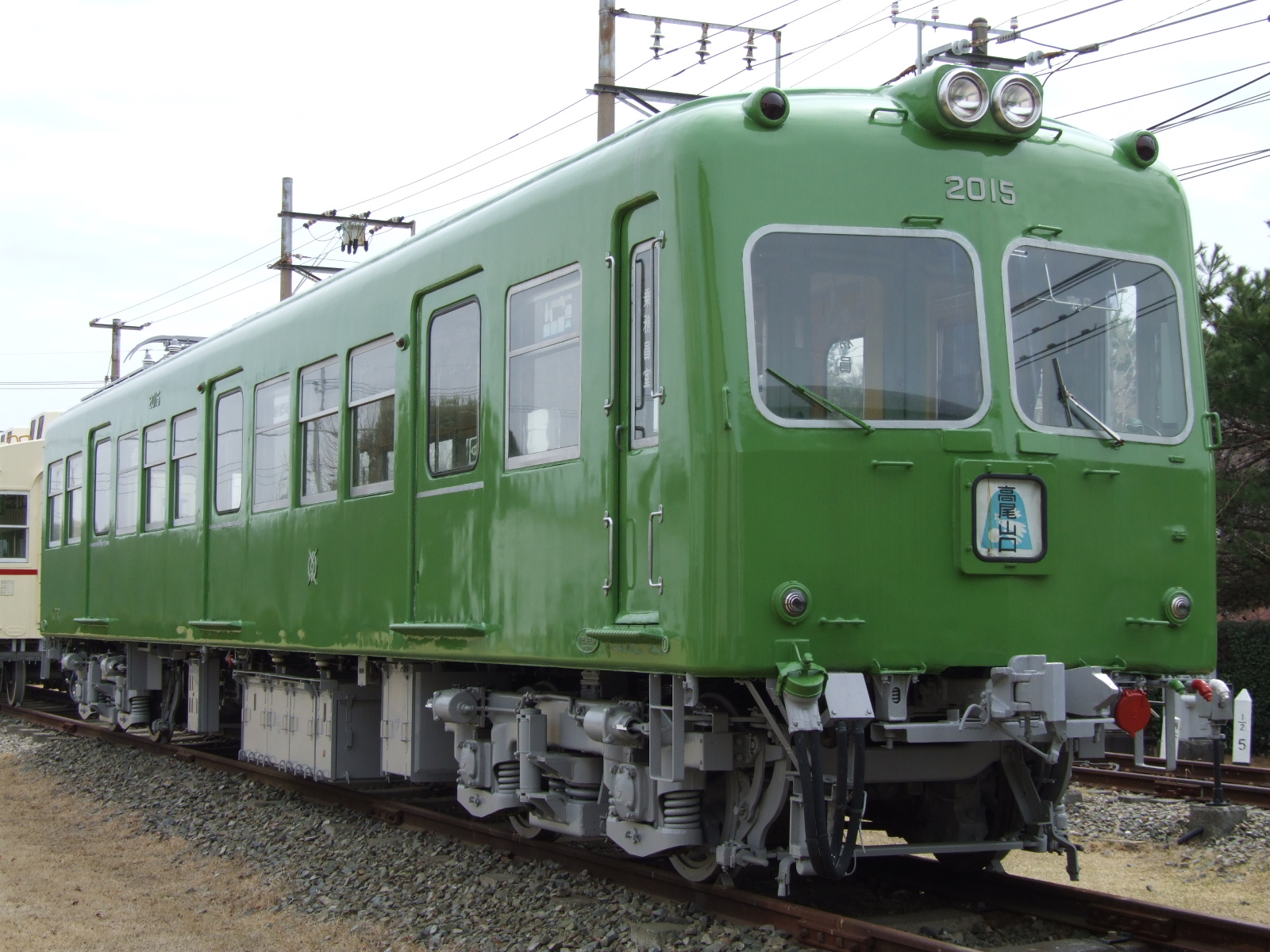
「グリーン車」の一つである2010系
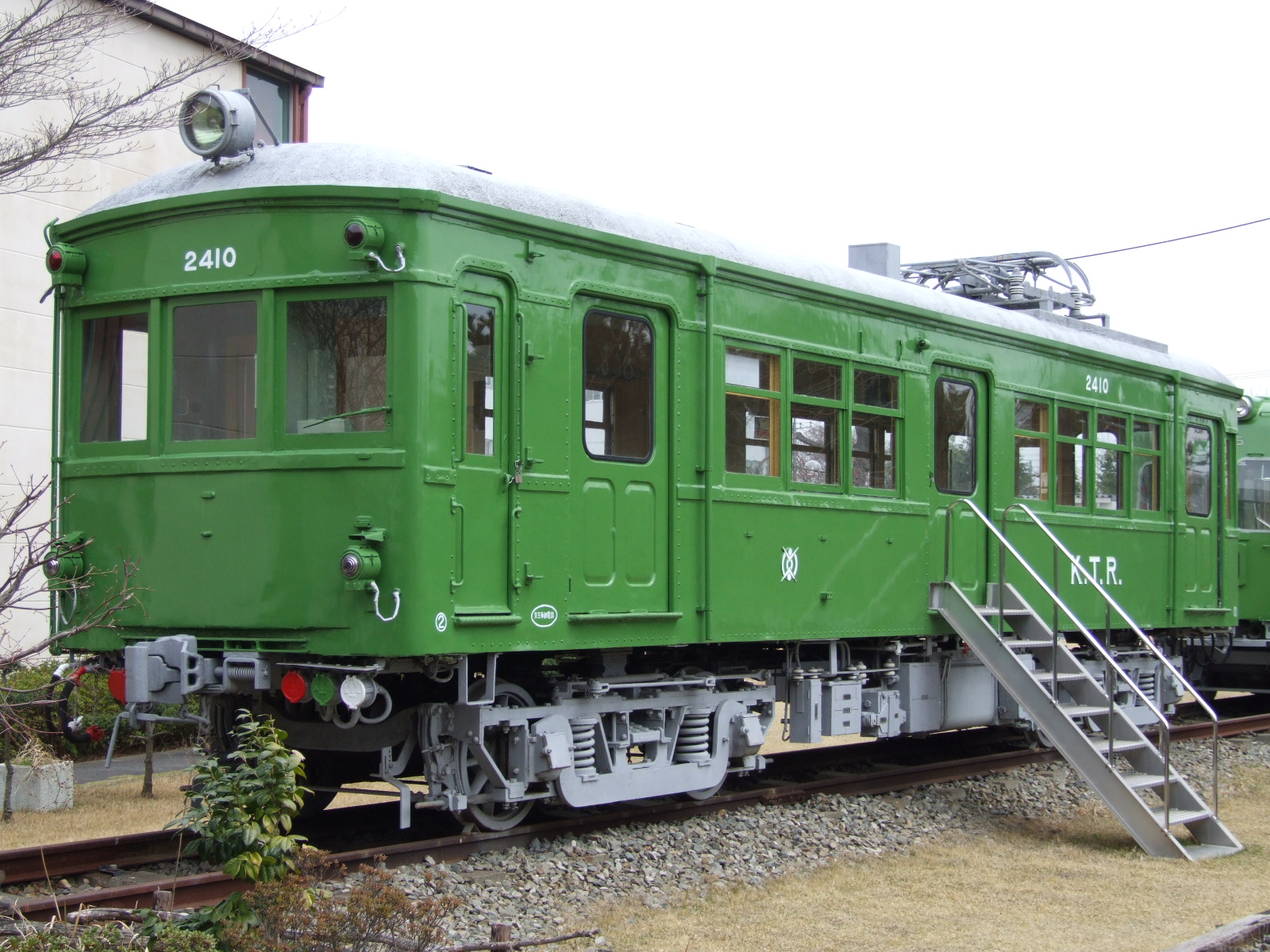
「グリーン車」の一つであるデハ2400形
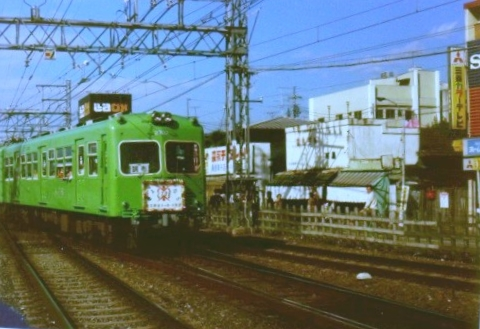
「グリーン車」の一つであり、日本初の高張力鋼を使用して軽量化した2700系
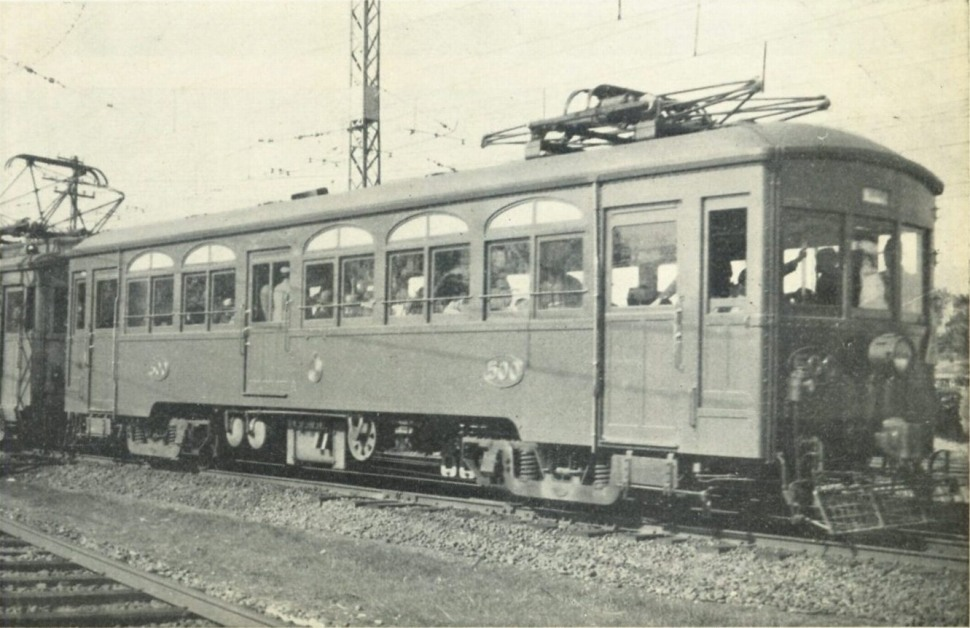
一般車格下げ後の500形500号

#### 井の頭線
- 3000系
- 1000系（初代）
- デハ1900形
- （デハ1400形→）デハ1800形
- デハ1760形→クハ1250形・サハ1760形
- デハ1750形→デハ1660形→デニ100形
- デハ1460形→デハ1560形→サハ1560形
- クハ1570形→サハ1300形
- クハ1570形→クハ1250形→サハ1250形
- 帝都電鉄からの継承車
  - クハ1550形（→クハ1570形）→クハ1200形（→サハ1200形）
  - クハ1500形
  - デハ1400形

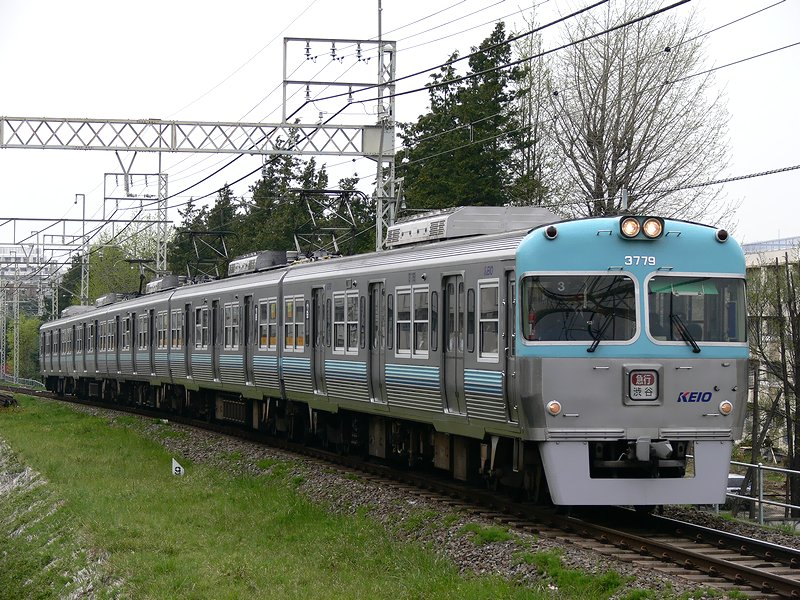
長く井の頭線の顔として親しまれた3000系
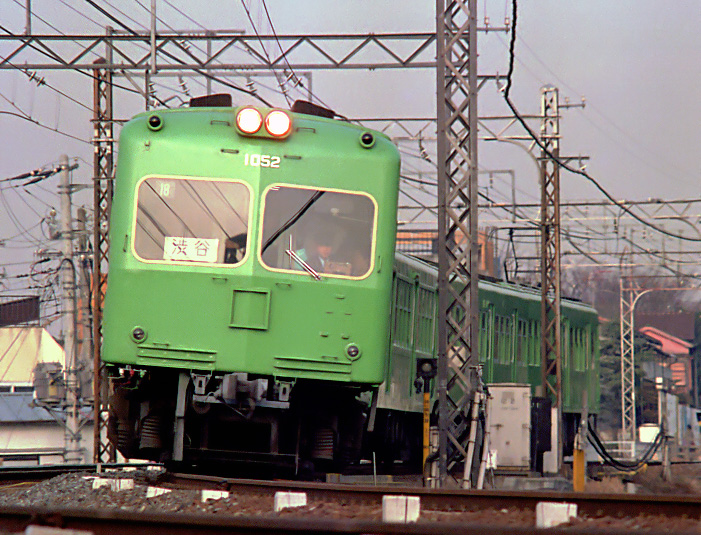
井の頭線最後のグリーン車の初代1000系
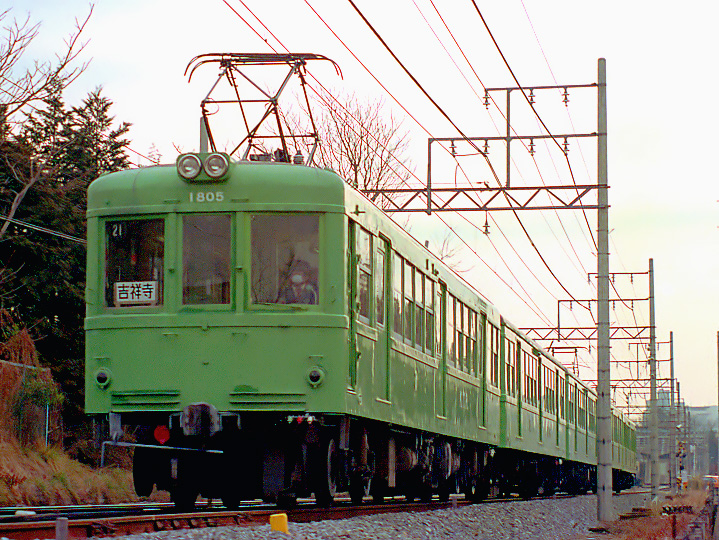
1800系
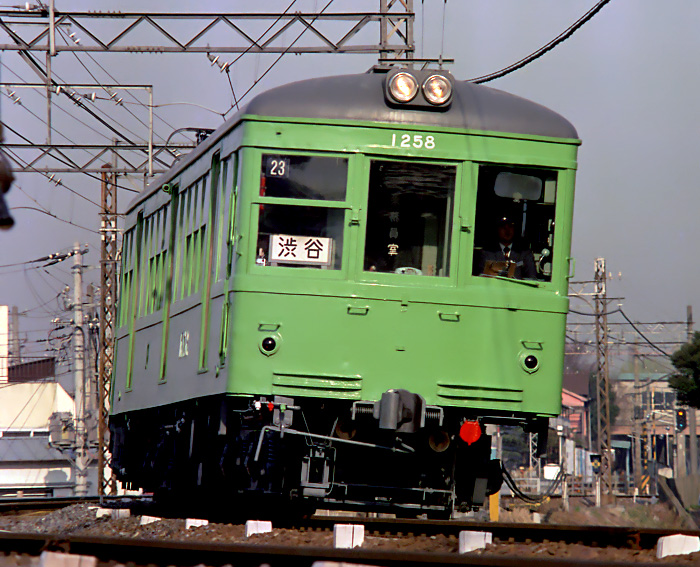
デハ1760形

### 付番方法
電動車は運転台の有無に関わらず「デハ」を用いる。これは東京急行電鉄と合併した大東急時代に定められたもので、合併した他社もほぼ同様である。なお、制御車（制御付随車）は「クハ」、付随車は「サハ」を用いる。
十位と百位は1000系（初代）・2000系（2代目）以降、以下のように分類される。
- 百位
  - 0 - 4：電動車
    - このうち1000系（初代）・2000系（2代目）の百位0、5000系の百位1、6000系・7000系の百位4は制御電動車、および制御電動車とユニットを組む車両。

  - 5 - 6：付随車
  - 7 - 8：制御車
- 十位
  - 0 - 4：電動車は主制御装置搭載。制御車は新宿・吉祥寺方。
  - 5 - 9：電動車は主制御装置搭載車とユニットを組成。制御車は八王子・渋谷方。8000系までの付随車は補機搭載。ただし、例外的に5070系のデハ5070形は新宿方制御電動車。

系列によっては20番台や30番台が存在するが、それについては各系列記事を参照されたい。

## 運転関係

### ダイヤ

停車駅表

京王電鉄ではダイヤ改正のことを2013年2月22日改定までは「ダイヤ改定」と呼んでいた（ただし、2001年3月27日のダイヤ改定まではパンフレットなど一部に「ダイヤ改正」の表記を使用していた）。改めたダイヤが利用者全てに正しいダイヤとは限らない等の理由からである。「ダイヤ改定」の呼称は、京王電鉄のほかに、2000年代の京阪電気鉄道でも見られた。
現在は京王線・井の頭線で同時にダイヤ改正が行われているが、1990年代までは別々に行われたことがしばしばあった。
2006年8月31日までのダイヤにおいて、平日ダイヤと土休日・祭日ダイヤのほかに土休日・祭日シーズンダイヤも存在した。シーズンダイヤは4 - 6月・9 - 11月に設定され、都内でも貴重な自然の残る高尾山への行楽客向けや、この時期にほぼ毎週GIレースが行われる東京競馬場への観戦客向けとして利用客を見越した時間帯に臨時列車を運行していた。現行の高尾線方面のダイヤでは、土休日の下り列車はほぼ終日で新宿方面から準特急として高尾山口駅まで運行する系統と、京王八王子駅行の特急（北野駅の同一ホームで各駅停車高尾山口駅行に接続）の交互の運転に、上り列車は早朝1本を除くほぼ終日で、高尾山口駅から準特急新宿駅行の系統と、各駅停車新宿駅行（北野駅で京王八王子駅発の特急に乗り換えることによって新宿方面に先着可能）を交互に運行するダイヤに改められている。競馬場線関係では、東京競馬開催時の一部時間帯に上下の特急と準特急を東府中駅に臨時停車させたり、メインレース終了後に府中競馬正門前駅発新線新宿駅行や飛田給駅行の臨時急行の運転を行ったりしている。
以前は休日ダイヤの下り特急・急行で高幡不動で切り離しが行なわれていたため、相互の行先の車両内を識別するため、吊り輪の色を白と緑の2色に分け、車内放送でも「前x両の白い吊り輪の車両が○○行、後y両の緑の吊り輪の車両が●●行です」とアナウンスしていた。
京王線系統では途中駅で種別変更を行う列車が存在する。発車時の種別で運行する区間での案内表示は、終着駅と発車時の種別を表示した上で、種別変更する駅名と変更後の種別を別に知らせるようになっている。2018年2月21日までは、発車時の種別で運行する区間の終点を行先として表示し、その駅に到着後に新しい種別・行先に変更していた。
保安装置がATS時代はTTCの関係で最大列車種別数の設定に制約があった（同時に6種別までの列車種別しか設定できなかった。2001年に準特急を設定した際には1992年に廃止した通勤急行の枠を使用して対処した）が、ATC化と同時にTTCも更新されたため、この制約は緩和され、2018年より後述の「京王ライナー」が設定され7種別体制となった。
各駅停車は過去には普通と称していたが、現在は正式な列車種別名を各駅停車に改めている。

### 座席指定列車「京王ライナー」
京王電鉄は2015年の中期3カ年経営計画（2015年度〜2017年度）で、有料座席指定列車導入の検討を始めたことを発表しており、2016年3月16日には2018年春より5000系 (2代)を充当する形で、平日及び土休日の夜間帰宅時間帯に、京王線新宿発京王八王子行および橋本行のそれぞれ片道のみにおいて運行することが正式に発表された。
2017年4月27日から5月19日まで、この有料座席指定列車の愛称投票を実施し、京王電鉄の新サービスであることをシンプルに表現した「京王ライナー」、「smart（気の利いた）」サービスを表現した「京王スマートライナー」、「prime（最上の）」サービスを表現した「京王プライムライナー」、「luxury+express（贅沢な・急行列車）」からの造語である「Luxpress（ラクスプレス）」、「west+star（東京都西部を走行・人気）」からの造語である「WESTAR（ウェスター）」の5つの候補の中から、最多得票約6,300票（総数約2万4,000票）を獲得した「京王ライナー」に決定したことが2018年1月24日に発表された。同年2月22日のダイヤ改正より運行を開始している。
京王ライナーの送り込みは、平日は回送となっているが、休日は東京競馬場での中央競馬開催日（特に最も混雑する日本ダービー（東京優駿）等のGIレース開催日）と、中山競馬場での開催ながら東京競馬場での場外発売では最も来場者が多い有馬記念の開催時限定で、府中競馬正門前発京王線新宿行き臨時準特急（東府中駅臨時停車）となっている。
2018年11月には、高尾山観光客向けとして、京王ライナー用の5000系を使用し、臨時列車扱いで高尾山口発の座席指定列車「Mt.TAKAO号」京王線新宿行が運転されている。
2021年10月30日から、土休日のみ「Mt.TAKAO号」「京王ライナー」はともに明大前駅に停車する。なお、平日は通過（運転停車）する。
2022年3月12日に行われるダイヤ改正より、平日においても明大前駅が停車駅に追加された。また「Mt.TAKAO号」は通年運転となった。

### 特急列車
京王線・高尾線・相模原線では通勤車による特急を運転しているが、特急料金は不要である。
かつては行楽特急列車に「高尾」（高尾山口行）と「陣馬」（京王八王子行）の愛称を付与していたが、現在はその愛称はない。これに代わって最近では「迎光EXPRESS かがやき」が年末年始の終夜運転時に運行されていた。京王ライナー運行開始後は、京王ライナー「迎光」号での運行となっている。
最高速度は京王線が1971年4月に95km/hから105km/hとなったのち、相模原線が1997年12月に、京王線調布駅 - 京王八王子駅間が2001年3月にそれぞれ110km/hに引き上げられている。
2012年8月19日の調布・布田・国領駅地下化に伴うダイヤ改定で、特急が休止されていたが、停車駅に分倍河原駅と北野駅を追加した上で2013年2月22日から運転を再開した。
2001年3月27日からは京王線・高尾線で（2015年から相模原線にも）「準特急」が運行されていたが、2022年3月12日のダイヤ改正で特急と統合されて廃止された。

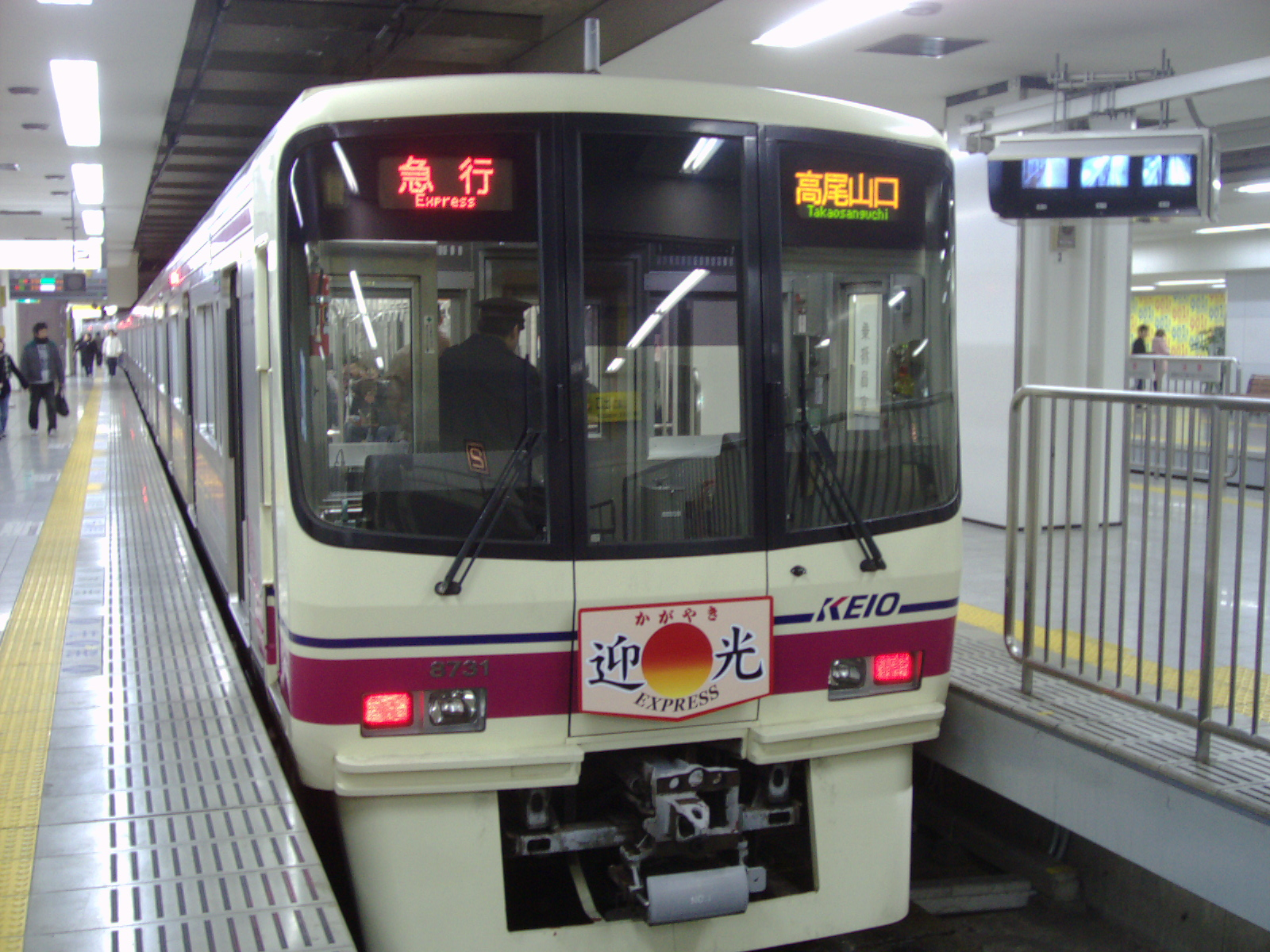
「迎光EXPRESS かがやき」
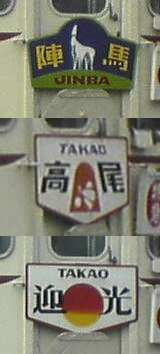
過去に運転していた行楽特急のヘッドマーク各種

## 運賃
大人普通旅客運賃。交通系ICカード利用時の運賃は1円単位、切符購入・タッチ決済乗車での運賃は10円単位である（小児半額。端数は1円単位運賃の場合は1円未満の端数を切り捨て、10円単位運賃の場合は10円未満の端数を10円単位に切り上げる。タッチ決済は小児運賃の設定なし）。2023年（令和5年）10月1日改定。
| キロ程  | 運賃（円）               | 運賃（円）                        |
| キロ程  | 1円単位運賃 （ICカード） | 10円単位運賃 （切符・タッチ決済） |
| ------- | ------------------------ | --------------------------------- |
| 1 - 4   | 140                      | 140                               |
| 5 - 6   | 160                      | 160                               |
| 7 - 9   | 188                      | 190                               |
| 10 - 12 | 209                      | 210                               |
| 13 - 15 | 230                      | 230                               |
| 16 - 19 | 273                      | 280                               |
| 20 - 24 | 314                      | 320                               |
| 25 - 30 | 356                      | 360                               |
| 31 - 37 | 388                      | 390                               |
| 38 - 44 | 409                      | 410                               |
| 45 - 52 | 430                      | 430                               |

1997年12月28日、戦後初の運賃実質引き下げを行った。特定都市鉄道整備積立金による特定都市鉄道整備事業の完了のため、積立金分を取り崩して運賃を改定したことで、実質全区間で値下げとなった。積立金の還元は2007年12月28日まで行われ、制度の趣旨からは還元終了時に通常運賃に戻す値上げを行うことで帳尻を合わせる仕組みとなっているが、実際には期間経過後も2014年4月1日・2019年10月1日に消費税率引き上げ分を転嫁したのみで、2023年10月1日の改定までこの運賃水準を維持していた。
かつては相模原線京王多摩川 - 橋本間に加算運賃が設定されていたが、建設事業費の回収が進んだことにより2018年3月17日に1回目、2019年10月1日に2回目の引き下げが行われたのち、2023年10月1日の運賃改定に合わせて全廃された。

## 割引乗車券

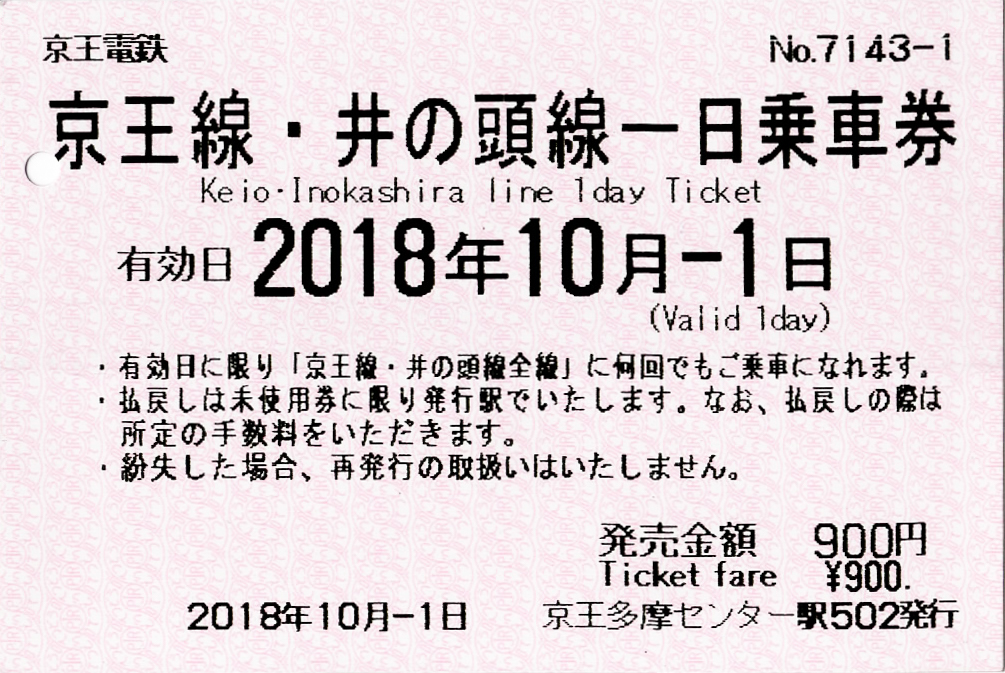
京王線・井の頭線一日乗車券

- 京王線・井の頭線一日乗車券（2016年4月1日発売開始）
- 京王アミューズメントパスポート
- 高尾山割引乗車券
- TOKYO探索きっぷ
- 京王東京メトロパス
- 京王・東京メトロ・都営地下鉄パス
- 京王線発 みさきまぐろきっぷ
- 京王線発 小江戸・川越フリークーポン

## グループ企業と多角化事業
京王電鉄を中心に54社で構成され、鉄道・バス・タクシーの交通・運輸業、小売・流通業、不動産業、レジャー・サービス業などを展開する。グループ全体の売上高（連結決算）は約4162億円、従業員は約2万人。
京王電鉄本体はグループ戦略を立案・推進するほか、事業創造部といった新規事業を開発する部署がある。このため、民泊やサテライト・オフィス貸出（テレワーク）のように鉄道以外の事業に京王電鉄本体が進出し、運営や場所の提供をグループ会社が担う場合もある。
岐阜県高山市で2021年4月23日からMaaS事業を始めるなど、次世代の移動サービス開発・進出や関東以外の地方での事業展開を進めている。

## その他特記事項

### 駅
- 京王線新宿駅の一日乗降人員は都営新宿線の直通人員を含めて約71万人で、これはJRを除く日本の私鉄の中では東急電鉄の渋谷駅に次いで2番目に多い。
- 1970年代後半までは各駅の駅名表示板の隣接駅名の所に駅間キロ数の表示がされていたが、1980年の都営地下鉄新宿線の乗り入れ開始の頃に表示板をリニューアルして廃止された。このような営業キロ数の表示は他の鉄道事業者では見られない例であった。
- 2013年2月22日のダイヤ改定と同時に、全駅に順次駅ナンバリングを導入した。京王線は色に京王レッド（チェリーレッド）を用い、記号は「KO」、井の頭線は色に京王ブルー（インディゴ）を用い、記号は「IN」である。
- 関東大手私鉄の中では、西武鉄道と共に新幹線との接続駅がない鉄道会社の一つである。ただし、京王は相模原線の橋本駅がリニア中央新幹線（2027年開業予定）の神奈川県駅（仮称）との接続が予定されている。

### 旅客案内ディスプレイと鉄道運行情報メール配信サービス
- 各駅において旅客案内ディスプレイの設置を推進している。このディスプレイの設置と並行して、鉄道運行情報メール配信サービスを開始した。京王線・井の頭線内での運転見合わせ・遅れ等の情報をあらかじめ登録したメールアドレスに送信する仕組みで、京王のウェブサイトで登録が可能。旅客案内ディスプレイは駅の改札口付近に設置され、通常時は発車標のない駅では画面に発車案内を、発車標のある駅では広告を表示し、異常事態のときは図を用いてどこの路線が運転を見合わせていて、遅れているのかを画面に表示することで旅客にわかりやすく情報を伝達することができるシステムである。

### 連続立体交差事業
- 他の大手私鉄に比べて交通量の多い道路との立体交差化が比較的早期に実施されている。全線が立体交差の相模原線と小規模な踏切1か所のみの高尾線を除く京王電鉄の高架駅8駅のうち、5駅は1960年代から1970年代にかけて高架化されている。ただしこれらは単独立体交差であり、連続立体交差については必ずしも積極的はなかった。ラッシュ時など、生活道路の交通は今日も著しく妨げられたままである（「開かずの踏切」参照）。
- 2012年8月には京王線柴崎駅 - 西調布駅間と相模原線調布駅 - 京王多摩川駅間において線路を地下化する連続立体交差事業の地下新線切り替えが行われ、18箇所の踏切が解消された。
- 京王線笹塚駅 - 仙川駅間の線路を高架化する連続立体交差事業について東京都は、2014年2月28日に国土交通省から都市計画事業の認可を取得後、事業を実施することになった[90]。

### CM・ドラマ撮影
- 沿線に多くの撮影所や芸能事務所がある関係から、他の私鉄路線と比べてその方面の需要もあり、宣伝効果が期待できるという側面もあるため、色々な広告・CM・ドラマのロケーション撮影などが行われている（ただし撮影数が他社より大幅に多いものの、最初に鉄道敷地内での撮影を認めたのは京成電鉄である）。
- 撮影に駅を用いる場合は、普段乗客の少ない府中競馬正門前駅や多摩動物公園駅などで行われることが多い。また、撮影用の臨時列車（回送列車を含める）を運転することもある。原則として車内や構内での撮影の場合は許可を要し、また有料であるが、特に京王が認めた場合は無料で行うことができる。
- 過去にはNHK教育テレビ『ピタゴラスイッチ』の1コーナー「アルゴリズムこうしん」の撮影に、社員が参加したことがある。
- 京王電鉄の公式サイトには、撮影のご案内という項目において、ロケーションサンプルや料金を掲載している[91]。

### イメージキャラクター
- 「けい太くん」という、8000系をモデルにしたキャラクターがおり、ゆるキャラグランプリにもエントリーしている。声優は、釘宮理恵が担当している。「けい太くん」には家族もいる設定になっており、従妹は1000系、妹は9000系、両親は7000系、祖父母は6000系になっている[92]。新5000系をモデルにした「しんごくん」というキャラクターもいる[93]。
- 現在PASMOと京王パスポートカード（京王グループのクレジットカード）の特典や、乗客へのマナー川柳コンテストのイメージキャラクターに、漫画家やくみつるによるイラスト（自画像が使われることもある）が用いられ、車内中吊りや駅の掲示板で見ることができる。2007年3月 - 4月にかけて展開された京王パスポートカードの広告ではシェイクスピア、ナポレオン、坂本龍馬、武田信玄など歴史上の人物に扮したイラストになっている。
- 2013年度より新たなイメージキャラクターとして「プラットガール・高尾かえで」を採用、初代イメージガールを横田美紀が演じている（2014年度も続投）[94]。

### 鉄道関連商品の許諾
京王では他の大手私鉄と異なり、ゲームソフトや列車前面展望映像などの商品化許諾は消極的だった。2017年7月以降は積極的になり、アネックからは展望映像作品が、ビコムからは「京王電鉄全線 前編 京王線・高尾線&競馬場線&動物園線 4K撮影」と「京王電鉄全線 後編 京王線・相模原線&井の頭線 4K撮影」がそれぞれ発売された。ただし、A列車で行こうシリーズでは京王の所有車両も収録されているゲームソフトもあり、2011年に京王アートマンが発売したDVD「カラフル！不滅の京王井の頭線3000系」には井の頭線の前面展望映像が、2013年にメディアックスの「京王電鉄完全データDVDBOOK」付録DVDには京王線の前面展望映像がそれぞれ収録されているので、許諾商品が全くない訳ではなかった。
なお、鉄道模型など、その他の鉄道グッズの商品化許諾は基本的に実施している。

### その他
- 多摩動物公園駅前に家族向けの鉄道PR施設として「京王れーるランド」がある。また東京都八王子市堀之内には、京王研修センターの構内に通常、一般には非公開の京王資料館という、京王に関する品々を集めた資料館がある。
- 日本中央競馬会の重賞競走京王杯2歳ステークス、京王杯スプリングカップ（いずれもGII）に優勝杯（京王電鉄株式会社賞）を提供している。
- 主要駅を中心にきらぼし銀行のステーションATMを設置している。また、これと並行して2010年代後半からは駅構内（改札外）にみずほ銀行のATMを設置するようになった。
- 駅改札外のコインロッカーで、DHLジャパンが配達する国際宅配便を受け取れるサービスを2017年12月4日に始めた（対象は6駅）[95]。
- 沿線情報誌としてフリーペーパー『あいぼりー』を刊行している。